# Dolnośląskie Koleje Aglomeracyjne

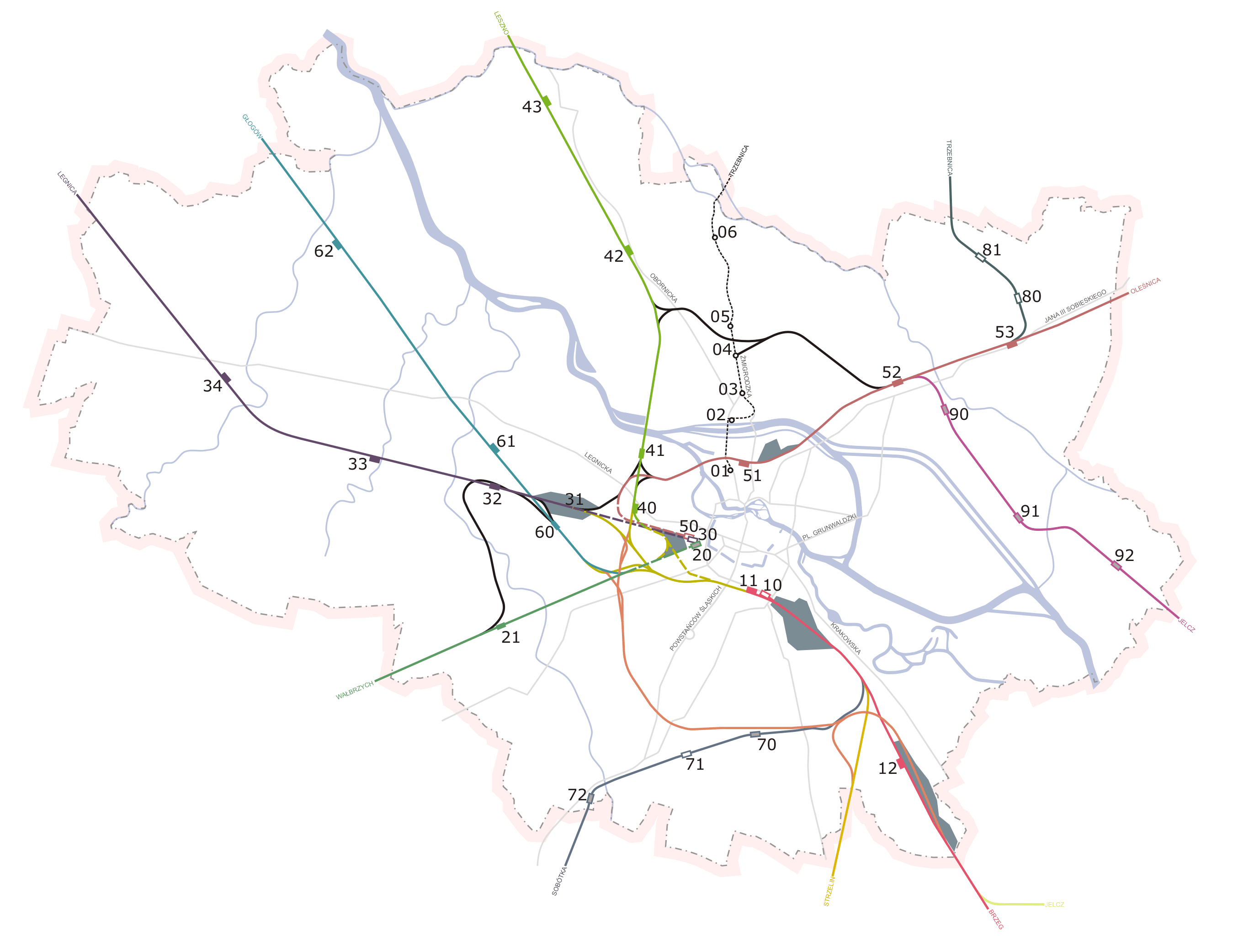
Mała aglomeracja wrocławska.

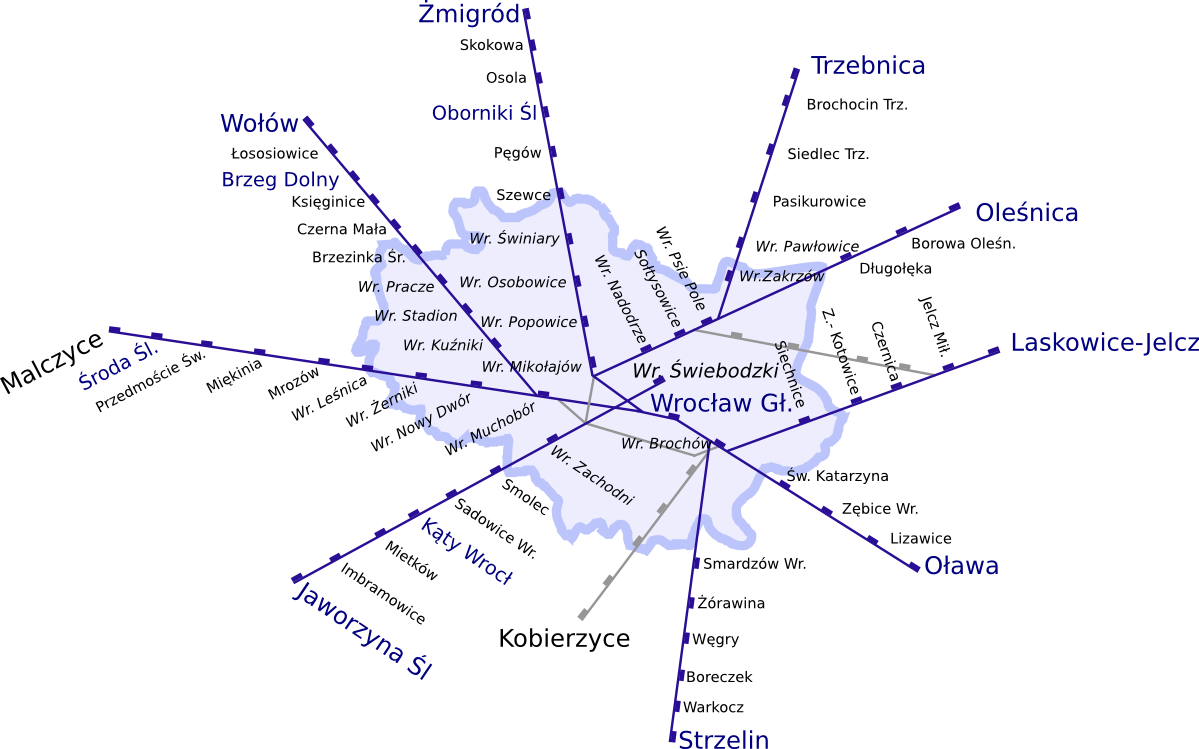
Duża aglomeracja wrocławska. Kolorem szarym oznaczone są linie obecnie nieużywane.

Dolnośląskie Koleje Aglomeracyjne – sieć kolei podmiejskiej aglomeracji wrocławskiej obejmującej ok. 350 km linii kolejowych, stanowiących w większości zelektryfikowane linie dwutorowe będące częścią głównych ciągów komunikacyjnych sieci PKP. Od 2009 wrocławski samorząd przygotowuje się do uruchomienia systemu kolei podmiejskiej, obsługiwanej głównie przez Polregio (dawne Przewozy Regionalne) i powstałą w 2007 spółkę marszałkowską Koleje Dolnośląskie. Rozwój Wrocławia, słaba wydolność komunikacji miejskiej, zjawisko migracji mieszkańców miasta na przedmieścia, a nade wszystko coraz większe korki uliczne i katastrofalny stan czystości powietrza w mieście zmusiły władze Wrocławia do skorzystania z bogatej infrastruktury kolejowej tak miasta, jak i regionu. W r. 2009 oddano do użytku przejętą przez samorząd od PKP i wyremontowaną linię kolejową do Trzebnicy, a w 2021 oddano po rewitalizacji linię kolejową do Jelcza Miłoszyc.
Kolej nie ma jeszcze formalnego szyldu i struktur organizacyjnych, choć nieformalnie istnieje i jest rozbudowywana, głównie przez urząd marszałkowski województwa dolnośląskiego, między innymi przez budowę nowych stacji, np. Wrocław Różanka, a także zagęszczanie kursów pociągów aglomeracyjnych (na linii legnickiej do 26 na dobę). Formalne otwarcie kolei planowane było na rok 2020, po remontach linii do Kobierzyc i do Jelcza Miłoszyc. Buduje się również parkingi Parkuj i jedź w okolicach stacji kolejowych. Obecną nazwę wprowadzono w grudniu 2021 wraz z otwarciem połączenia do Jelcza-Laskowic przez Wrocław Nadodrze.

## Historia budowy kolei aglomeracyjnej

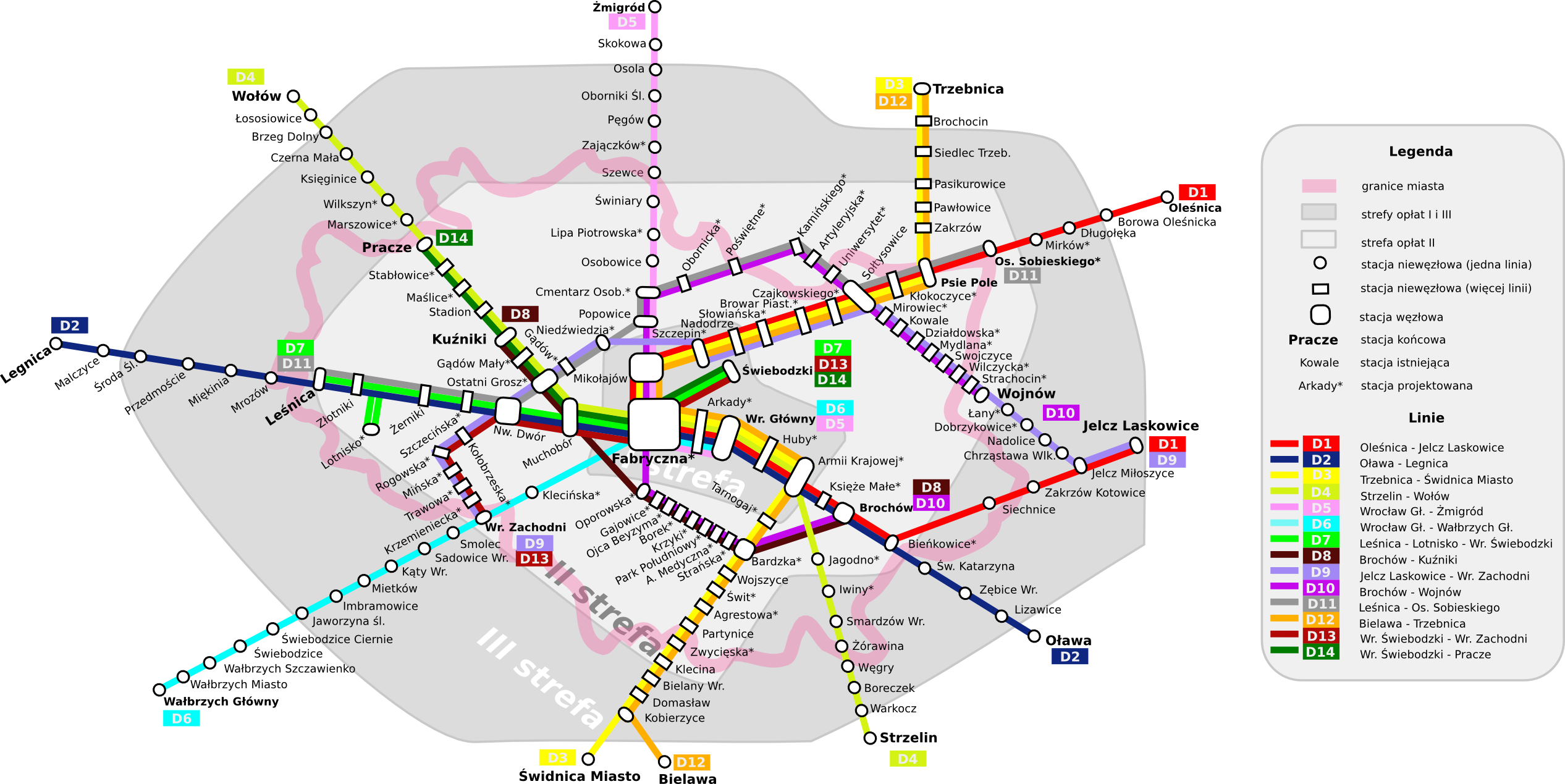
Koncepcja sieci kolei aglomeracyjnej Wrocławia według urzędu marszałkowskiego z wykorzystaniem m.in. Kolei Dolnośląskich

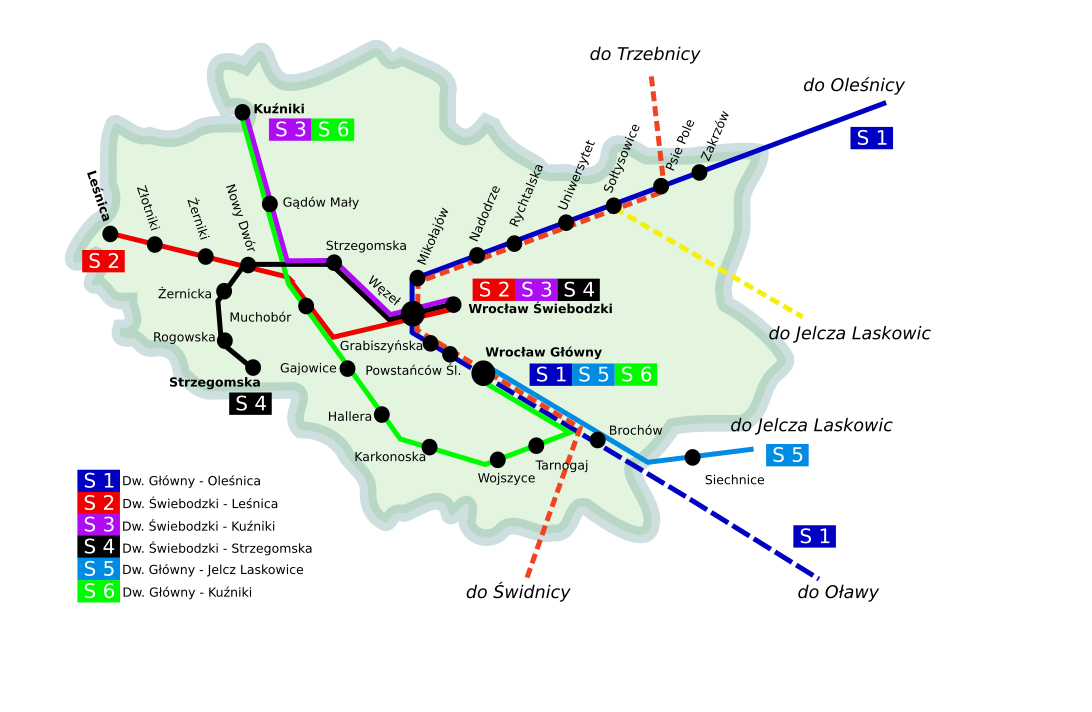
Koncepcja SKM według Adama Fularza 2002

### Przed 2005
Początki kolei aglomeracyjnej sięgają przedwojennego Wrocławia, kiedy to istniały dwie linie ruchu lokalnego (Nahverkehr): S1 z dworca Świebodzkiego do Leśnicy i S2 z dworca głównego do Świętej Katarzyny, a także do Osoli i Kobierzyc. Kolej była wzorowana na berlińskiej S-Bahn i wykorzystywała składy zasilane akumulatorami. Kolej zlikwidowano po wojnie, głównie z powodu spadku liczby ludności z 600 tys. do 171 tys. mieszkańców. W latach 70. wrócono do pomysłu, który nigdy nie doczekał się realizacji. Ujęto ją w studium zagospodarowania Wrocławia w r. 1997 oraz następnych (r. 2006 i 2010). Na początku lat dziewięćdziesiątych dr inż. Józef Wysocki opracował plan kolei aglomeracyjnej łączący Trzebnicę ze stacją Wrocław Klecina. Pomysł nie został zrealizowany. W roku 2002 polski ekonomista transportu Adam Fularz zaproponował wprowadzenie we Wrocławiu szybkiej kolei miejskiej, prowadzonej przez odrębnego niż PKP przewoźnika. Pomysł nie doczekał się realizacji.

### 2005–2009
- Pojawił się pierwszy plan Wrocławskiej Kolei Aglomeracyjnej przedstawiony przez wrocławski urząd miejski. Zakładał on pilotażowe uruchomienie dwóch pociągów dla czterech kierunków: Oława – Strzelin przez Wrocław Główny oraz Wołów – Jelcz-Laskowice przez Wrocław Nadodrze. Plan ten nigdy nie wszedł w życie[4].

- Skonkretyzowane projekty były ogłaszane od roku 2008[8]. Urząd marszałkowski województwa dolnośląskiego pierwsze prace nad koleją aglomeracyjną rozpoczął w czerwcu 2008[9].

- W kwietniu 2009 zaproponowano budowę czterech przystanków: na ul. Owsianej, przy skrzyżowaniu ul. Grabiszyńskiej i Lubuskiej, przy ul. Jedności Narodowej oraz przy skrzyżowaniu ulic Długiej i Lubuskiej[10]. Marszałek województwa Marek Łapiński zadeklarował zakup 21 szynobusów na kwotę 150 mln zł. Ogłoszono również oficjalną nazwę kolei – Dolnośląska Kolej Dojazdowa[11].

- Po wyremontowaniu trasy przywrócono połączenie kolejowe z Trzebnicą. Początkowo program miał charakter pilotażowy i ograniczał się do 4 kursów dziennie. Od r. 2010 liczba kursów wzrosła do 10, a w ciągu pierwszego roku trasą trzebnicką przewieziono 200 000 pasażerów[12][13].

### 2010

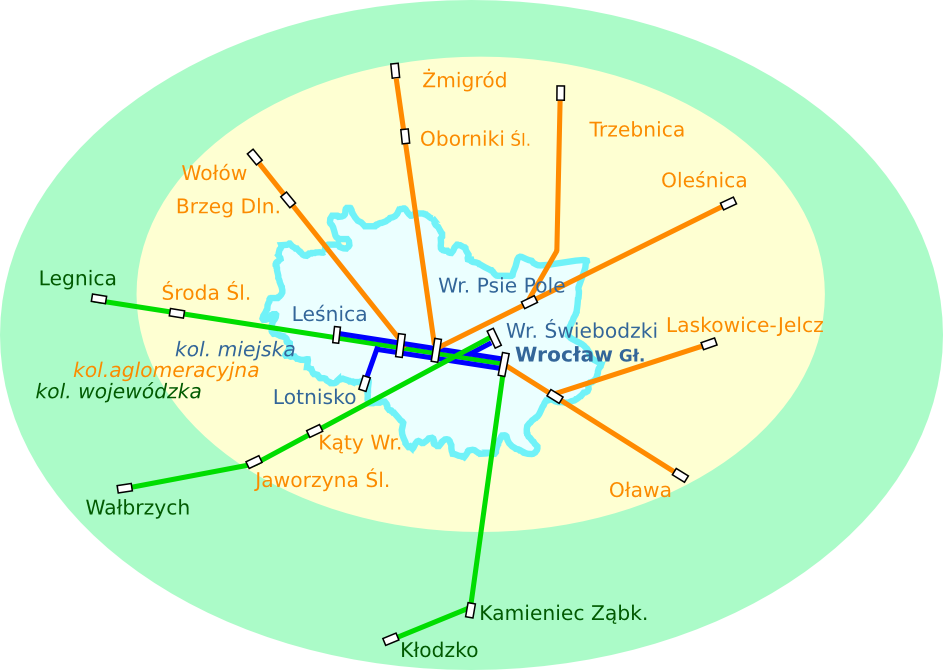
Projekt wrocławskiej kolei miejskiej w 2010

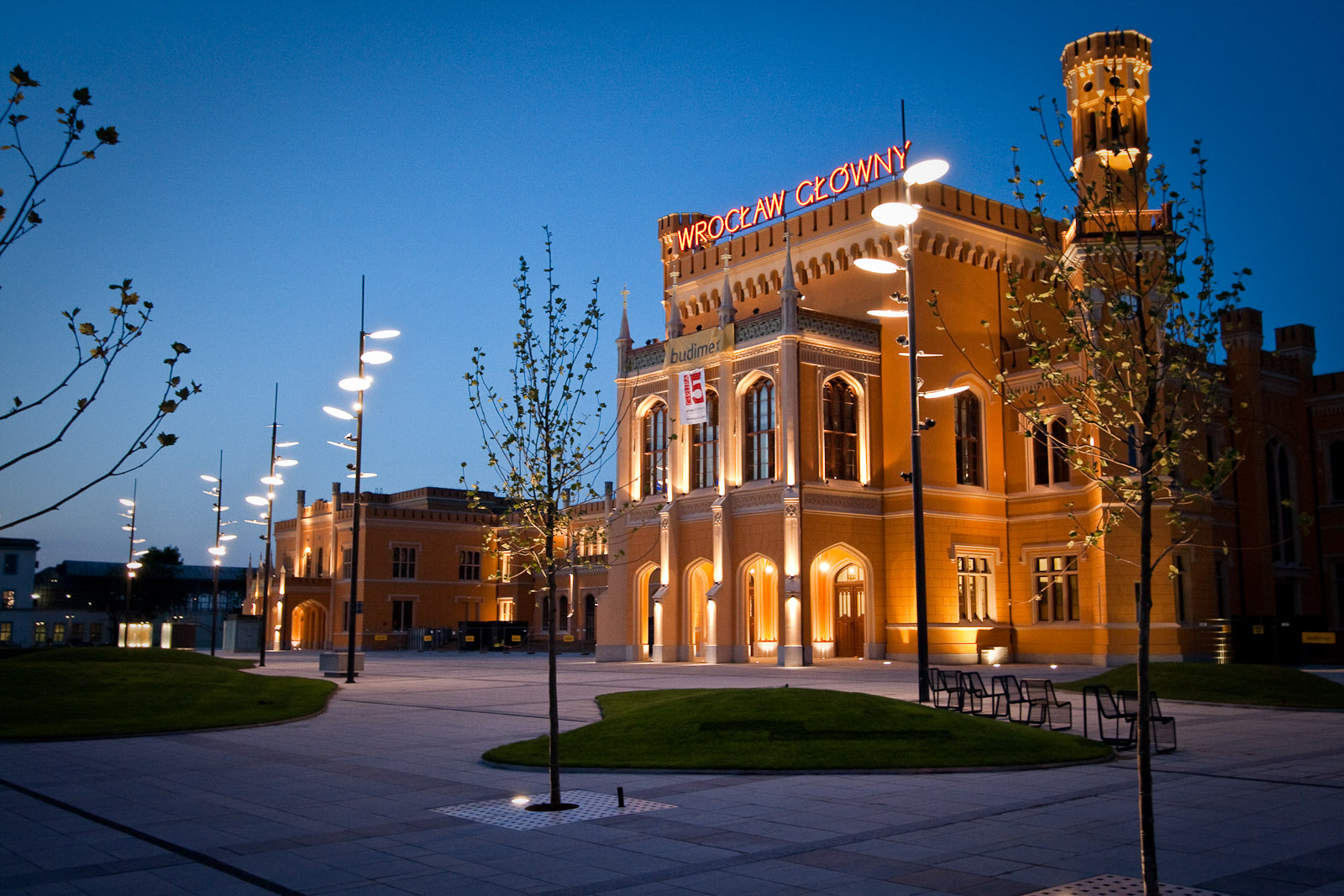
dworzec główny we Wrocławiu

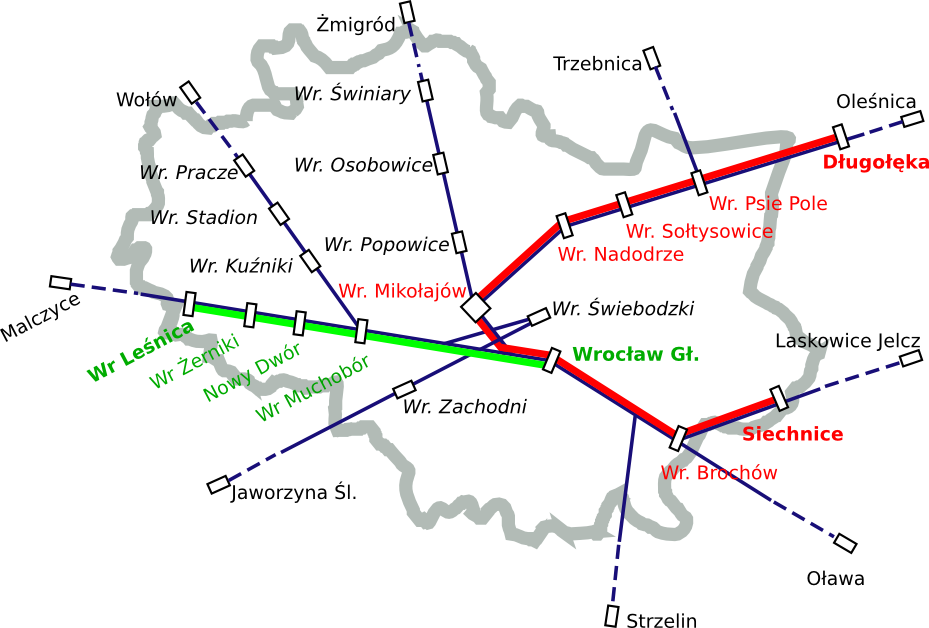
Plany oddania pierwszych odcinków kolei aglomeracyjnej w latach 2011–2011

- W kwietniu 2010 r. Urząd Transportu Kolejowego przyznał wrocławskiemu MPK licencję na świadczenie pasażerom usług kolejowych. Pierwszą zapowiedzianą przez MPK linią była Wrocław Psie Pole – Wrocław Brochów. Władze miejskie zapowiedziały, że nie zakupią taboru a wezmą szynobusy w leasing[16]. Urząd miejski dokonał funkcjonalnego podziału przewozów w aglomeracji[14]:
  - Przewozy regionalne o podwyższonej częstotliwości na trasach: Wrocław – Legnica, Wrocław – Wałbrzych oraz Wrocław – Kłodzko
  - Przewozy aglomeracyjne z Wrocławia do Oleśnicy, Jelcza, Oławy, Wołowa i Żmigrodu
  - Przewozy miejskie: Nowy Port Lotniczy – Wrocław Główny oraz Wrocław Leśnica – Wrocław Świebodzki

- PKP Polskie Linie Kolejowe rezygnują z budowy czterokilometrowego odcinka torów do wrocławskiego lotniska, nie składają wniosku o dotację z funduszy Unii Europejskiej. Prace, których koszt szacowano na 47 mln zł, okazały się o wiele wyższe i miałyby wynieść 140 mln zł[17].

- 13 listopada 2010 odbył się zorganizowany przez urząd miejski pokaz szybkiego pociągu na trasie Wrocław-Długołęka[18]. Urząd marszałkowski określił wytyczne odnośnie do nowego systemu, publikuje jego mapę oraz ogłasza przywrócenie dworca Świebodzkiego dla ruchu kolejowego[19].

- W grudniu 2010 zapowiedziano pierwsze połączenia w ramach wrocławskiej kolei miejskiej. Miałyby się one odbywać na odcinku Siechnice – Długołęka w takcie od 20 do 30 minut[20]. Zapowiedziano nowe przystanki kolejowe. Zapowiedziano również wprowadzenie tramwaju dwusystemowego do r. 2015. Miasto zabezpieczyło dla wykonania projektu 8 mln zł[20].

### 2011
- W styczniu 2011 zapowiedziano prace mające na celu przywrócenie ruchu kolejowego na dworzec Wrocław Świebodzki i włączenie go w zintegrowany system kolei miejskiej[21]. Urząd miejski zapowiedział dodatkowo zakup 5 elektrycznych zespołów trakcyjnych.

- W marcu 2011 wprowadzono tzw. dopłatę kolejową w wysokości 16 zł do biletów miesięcznych[22].

- W lipcu 2011 ogłoszono, iż planowane w ramach struktury wrocławskiej kolei miejskiej połączenie z lotniskiem Strachowice nie powstanie przed Euro 2012. Planowano najpierw odnogę od stacji Wrocław Żerniki, a gdy okazało się to technicznie skomplikowane, od stacji Wrocław Zachodni. Zapowiedziano powstanie nowej koncepcji[23].

- W październiku 2011 zapowiedziano powstanie węzłów przesiadkowych na Leśnicy, Psim Polu i Praczach Odrzańskich, co miałoby zachęcić mieszkańców do używania kolei aglomeracyjnej[24]. Proponowane centra mają służyć kolei miejskiej i komunikacji autobusowej, planowane są również parkingi park & ride. Podpisano porozumienie międzygminne w sprawie współpracy w zakresie organizacji i funkcjonowania transportu publicznego na terenie aglomeracji wrocławskiej. W jego myśl w terminie 18 miesięcy ma powstać koncepcja transportu kolejowego w obrębie aglomeracji[25]. Wyznaczono również podstawowe kierunki rozwoju[26]:
  - Wrocław Główny – Wrocław Psie Pole – Oleśnica
  - Wrocław Główny – Jelcz-Laskowice
  - Wrocław Główny – Wrocław Leśnica
  - Wrocław Główny – Wrocław Pracze
- W listopadzie otwarto przystanek Wrocław Stadion na linii z Wrocławia do Głogowa. Przystanek jest elementem węzła przesiadkowego przy Stadionie Miejskim, na którym pół roku później były rozgrywane mecze Euro 2012[27].

### 2013 – 2014
- W lutym wprowadzono zintegrowane opłaty za podróż koleją aglomeracyjną dla posiadaczy wrocławskiej karty miejskiej. Opłatę miasta dla Przewozów Regionalnych i Kolei Dolnośląskich ustalono na 2,5 mln rocznie[28]. Z oferty w pierwszym roku skorzystało 23 tys. osób[29].

- Po zmianie szefa Kolei Dolnośląskich nadal podtrzymano chęć budowy kolei aglomeracyjnej, choć plany z r. 2011 nie zostały wcielone w życie. Zadeklarowano chęć budowy nowych przystanków kolejowych Wrocław-Karłowice przy Boya-Żeleńskiego oraz Wrocław-Maślice przy Głównej[30].
- 14 grudnia oddano do użytku nowy przystanek kolejowy Wrocław Grabiszyn na linii z Wrocław Główny – Jelenia Góra. Koszt budowy stacji wynosił 3 mln zł. Oddanie stacji do użytku łączyło się z przebudową linii kolejowej z Wrocławia do Poznania; była ona stacją końcową dla pociągów podczas remontu[31]. Po jego zakończeniu działa dalej[32], będąc elementem kolei aglomeracyjnej.
- We Wrocławiu planowane jest w związku z utworzeniem kolei aglomeracyjnej powstanie nowych przystanków – wymienia się przede wszystkim przystanek Wrocław-Cmentarz Osobowicki, Wrocław-Grabiszyn przy ul. Klecińskiej, Wrocław Szczepin przy ul. Długiej, Wrocław-Karłowice przy Boya-Żeleńskiego oraz Wrocław-Maślice przy Głównej[33].

### 2015

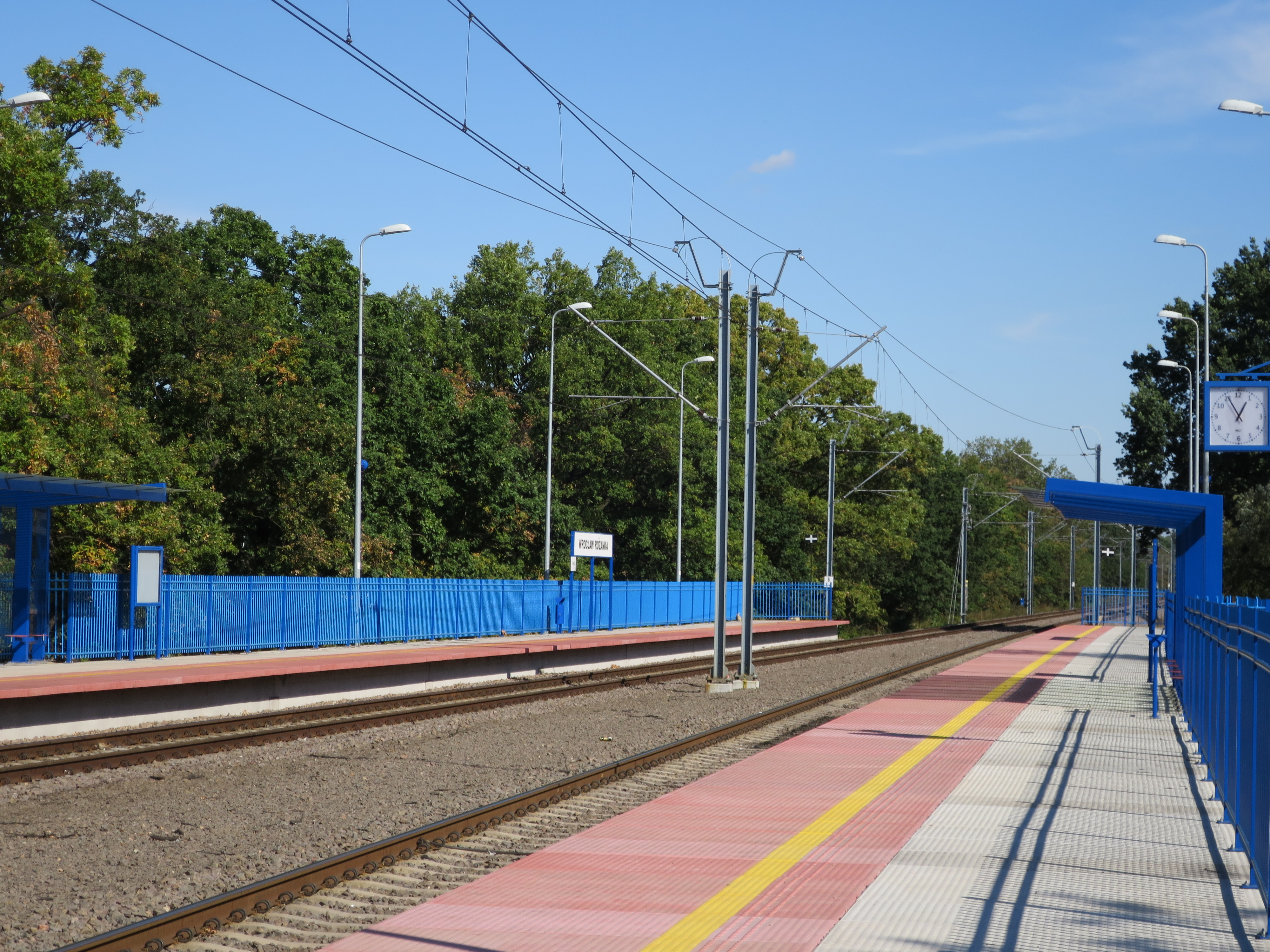
Wrocław Różanka – przystanek otwarty w 2015 roku

- Listy do posłów i senatorów i do radnych miasta Wrocławia (30 czerwca)[34]. W 2015 r. na Dolnym Śląsku z usług kolei regionalnych skorzystało prawie 16 mln osób, z czego ok. 12,5 mln w aglomeracji wrocławskiej[35].
- 13 października poseł Platformy Obywatelskiej Michał Jaros i senator niezależny Prawa i Sprawiedliwości Jarosław Obremski podpisali na dworcu Wrocław Mikołajów deklarację, w której zobowiązali się do działań na rzecz powstania Wrocławskiej Kolei Aglomeracyjnej niezależnie od tego, kto wygra wybory[36].
- 31 października oddano do użytku nową stację kolejową Wrocław Różanka na linii z Wrocławia do Rawicza. W dni powszednie stację obsługiwało 12 par pociągów osobowych, których operatorami były Przewozami Regionalnymi i Koleje Dolnośląskie. Stacja położona jest niedaleko Cmentarza Osobowickiego i pomyślana została jako jeden ze środków komunikacyjnych obsługujących nekropolię[37].
- Wrocławski urząd miejski dał marszałkowi woj. dolnośląskiego dwa lata na stworzenie kolei aglomeracyjnej, grożąc, że w razie niedotrzymania terminu wprowadzi tramwaj dwusystemowy. Jego projekt znajdował się na liście rezerwowej w kolejce po dofinansowanie z funduszy Unii Europejskiej. Tramwaj miałby jechać do Kamieńca Wrocławskiego, Bielan Wrocławskich oraz do Pracz Odrzańskich[38].

### 2016
- W maju Jerzy Michalak, członek zarządu województwa. zapowiedział otwarcie pierwszej linii wrocławskiej kolei miejskiej między stacjami Wrocław Główny i Wrocław Nadodrze. Kursy miały się odbywać w godzinach szczytu w liczbie 4 par pociągów[39]. Do uruchomienia połączeń ostatecznie nie doszło.
- Wraz z wprowadzeniem nowego rozkładu jazdy pociągów zwiększono liczbę par pociągów: o 3 pary do Jelcza-Laskowic i Legnicy oraz o dwie pary łączące Wrocław z Oleśnicą i Trzebnicą[40]. Od grudnia najbardziej eksploatowaną trasą w ruchu aglomeracyjnym jest linia do Legnicy, mająca 26 par pociągów w dni powszednie[32][41].
- Marszałek województwa wraz z Kolejami Dolnośląskimi ogłosili plany budowy dwóch nowych stacji kolei aglomeracyjnej: w Iwinach na linii z Wrocławia do Kłodzka oraz w Mokronosie Górnym na linii Wrocław – Jelenia Góra[42].

### 2017

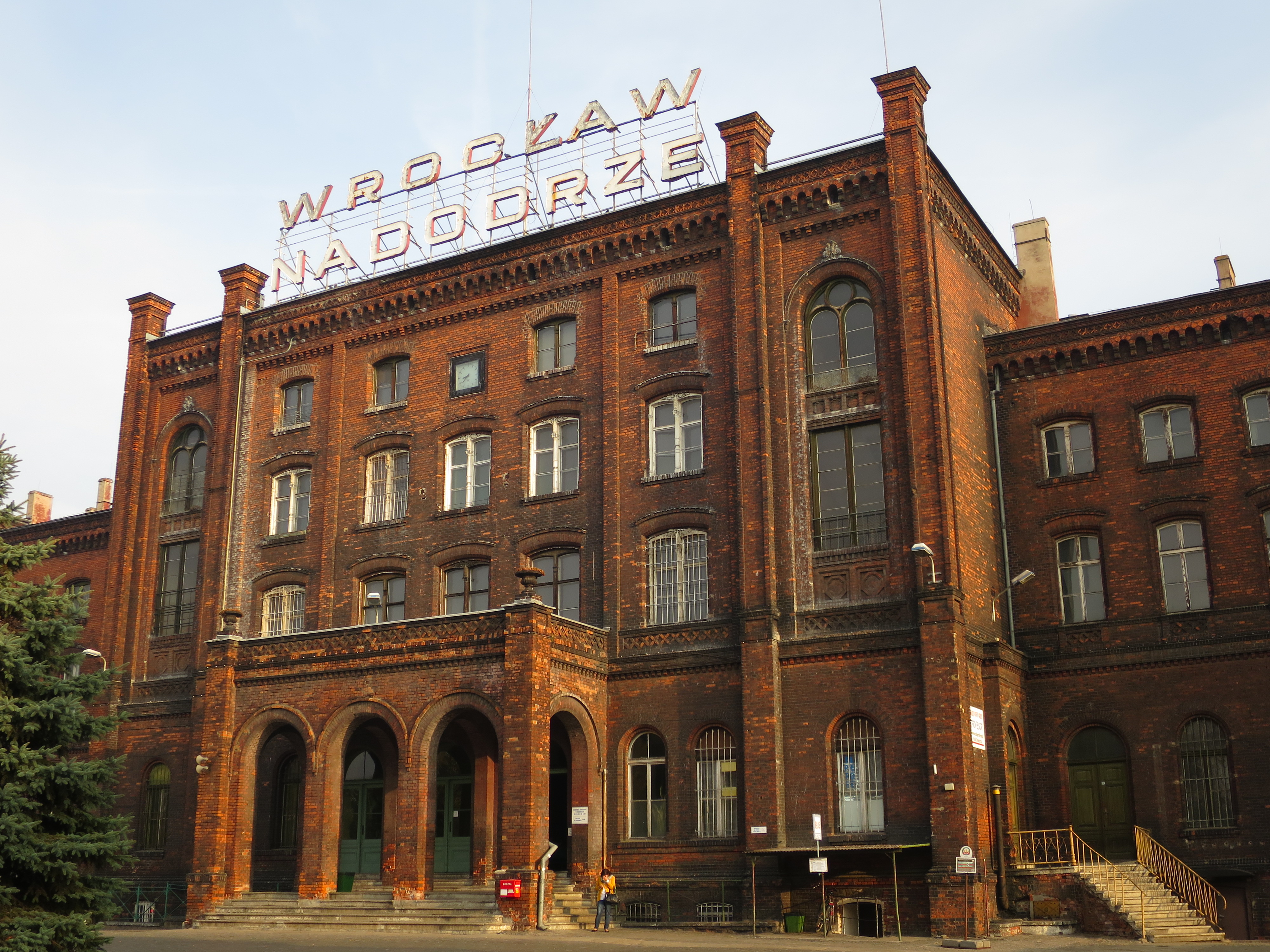
Dworzec Nadodrze w r. 2017 stał się stacją końcową dla pociągów miejskich

- W styczniu władze województwa dolnośląskiego podpisały z przedstawicielami spółki PKP Polskie Linie Kolejowe umowy gwarantujące rewitalizację ważnych dolnośląskich linii kolejowych, m.in. z Wrocławia do Świdnicy przez Kobierzyce i Sobótkę. Koszt remontu wyniesie 168 mln zł[43].
- W kwietniu władze miejskie ogłosiły budowę siedmiu nowych parkingów w systemie Parkuj i Jedź, w tym dwa blisko stacji kolejowych, jeden przy stacji Wrocław Leśnica a jeden przy projektowanej stacji Wrocław Łany. Parkingi mają być wybudowane m.in. z funduszów europejskich[44].
- 10 kwietnia otwarto pierwsze miejskie połączenie między Wrocławiem Głównym a Wojnowem[45]. Połączenie działa w dni powszednie i obsługuje je 13 par pociągów dziennie, w tym 3 z dworca głównego, pozostałe z dworca Wrocław Nadodrze. Linię obsługują Koleje Dolnośląskie pojazdami Pesa 214M. Połączenie reaktywowano po 17 latach nieobecności pociągów pasażerskich na linii Wrocław Sołtysowice – Jelcz Miłoszyce, po wyremontowaniu linii kolejowej za ok. 1 mln zł. Zgodnie z zapowiedzią jest to program pilotażowy przed modernizacją linii do Jelcza Miłoszyc, która ma zakończyć się w roku 2020[46].
- Wraz z wprowadzeniem nowego rozkładu jazdy w grudniu zwiększono liczbę połączeń aglomeracyjnych o 28 pociągów (co daje 394 połączenia aglomeracyjne dziennie). Na czterech liniach: do Jelcza, Oławy, Strzelina i Jaworzyny dodano po dwie pary pociągów, na pozostałych po jednej, co spowodowało zwiększenie ruchu między dworcami Głównymi i Sołtysowicami do 50 pociągów dziennie. Linię z Wojnowa połączono z odcinkiem Wrocław Główny – Jelcz Laskowice. Z połączeń aglomeracyjnych przed wprowadzeniem tych zmian korzystało 55 tys. osób dziennie. Zapowiedziano również połączenia aglomeracyjne z Bielawą i Miliczem, które miałyby ruszyć w roku 2018[47][48].

### 2018
- W listopadzie podpisano kontrakt na remont linii kolejowej między stacjami Wrocław Sołtysowice a Jelcz Laskowice, będącej częścią Wrocławskiej Kolei Aglomeracyjnej[49]
- 2,5 mln pasażerów skorzystało z kolei jako środka transportu miejskiego we Wrocławiu[29]

### 2019
- 25 marca uruchomiono nieczynne połączenie kolejowe między stacjami Oleśnica Rataje a Krotoszynem[50]. Połączenie obsługuje 9 par pociągów dziennie, a przewozy prowadzą Koleje Dolnośląskie[51].
- 9 czerwca uruchomiono linię kolejową między Lubinem a Legnicą[52]. Linię obsługuje 12 par pociągów dziennie, a przewozy prowadzą Koleje Dolnośląskie[53].
- W czerwcu podpisano umowę na rewitalizację połączenia kolejowego między Wrocławiem a Świdnicą przez Sobótkę, której wartość wynosi ok. 200 milionów złotych. Ponadto wyremontowanych zostanie 14 przystanków[54]
- 4 mln pasażerów skorzystało z kolei jako środka transportu miejskiego we Wrocławiu. Z tego tytułu władze miasta zobowiązane są zapłacić 18 mln zł za możliwość korzystania z kolei na kartę Urban Card[29]
- Od 15 grudnia linię z Legnicy do Lubina wydłużono do Rudnej Gwizdanów i Głogowa[55].
- Wraz z nowym rozkładem jazdy oddano do użytku przystanek Mokronos Górny na linii Wrocław – Jaworzyna Śląska; koszt budowy wynosił ponad 3 mln zł[56].
- W związku z prowadzonymi pracami przy budowie tramwaju na Nowy Dwór i poważnymi utrudnieniami komunikacyjnymi w zachodniej części miasta ruchy miejskie postulują uruchomienie linii szybkiej kolei miejskiej na trasie Wrocław Główny – Wrocław Leśnica[57]

### 2020
- Od marca zwiększono ruch pociągów na aglomeracyjnej trasie Kąty Wrocławskie – Wrocław Główny do 32 par dziennie, dzięki dofinansowaniu połączenia przez gminę Kąty Wrocławskie[58].

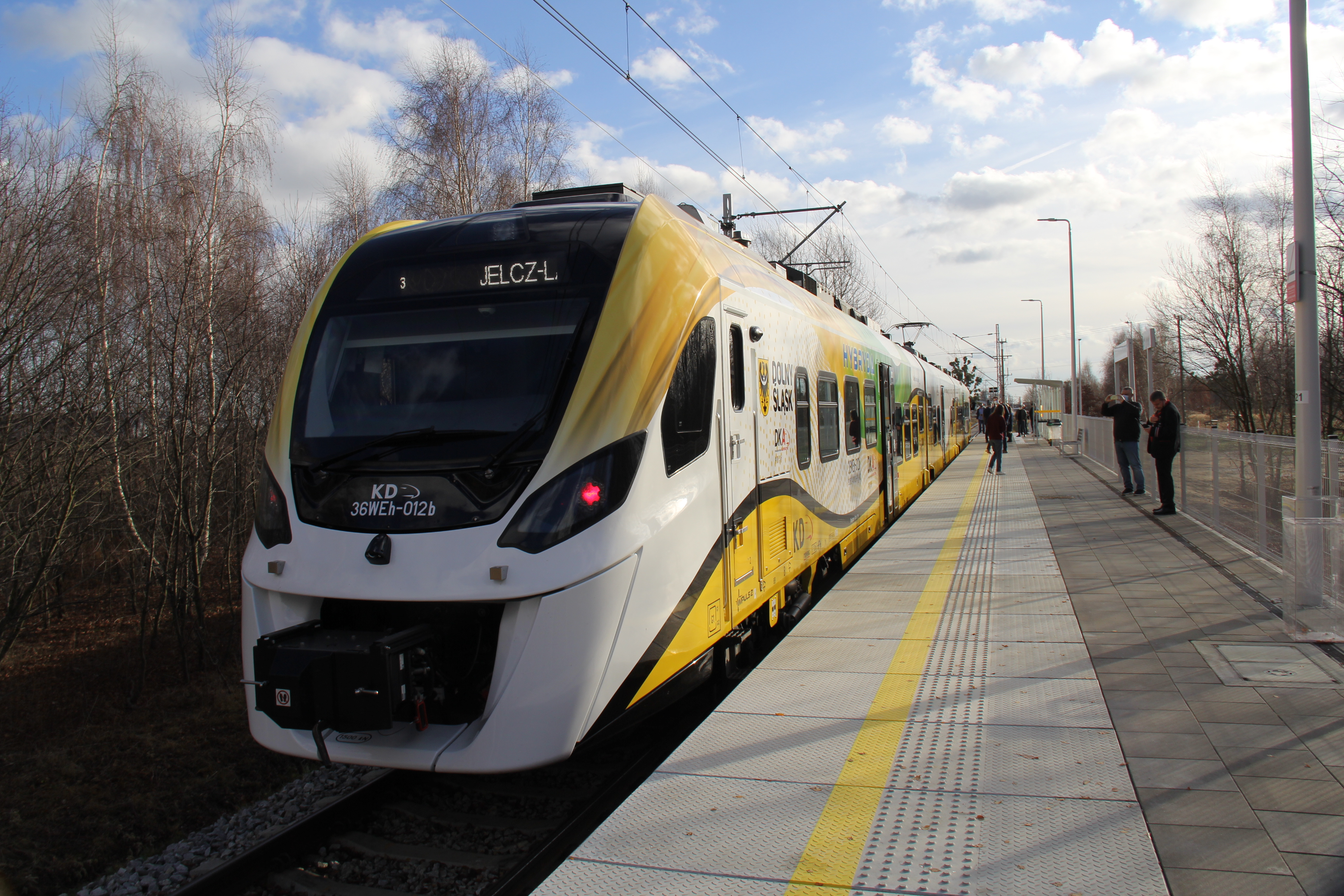
Newag Impuls 36WEh-012 Kolei Dolnośląskich na przystanku osobowym Wrocław Wojnów Wschodni

- 15 marca oddano do użytku peron szósty na wrocławskim dworcu głównym usytuowany od strony ulicy Suchej. Przeznaczony jest głównie do obsługi pociągów aglomeracyjnych[59].

### 2021
- W plebiscycie Gazety Wyborczej „Supermiasta i Superregiony 2040” na kierunki rozwoju miast i regionów w kategorii Dolny Śląsk wygrał rozwój kolei w regionie, a w kategorii Wrocław budowa Wrocławskiej Kolei Aglomeracyjnej zajęła drugie miejsce, po rozwoju sieci tramwajów[60][61]
- Od 1 lipca zawieszono wspólny bilet dla kolei i innych środków komunikacji miejskiej na terenie Wrocławia[1].
- 1 września w zastępstwie zlikwidowanego biletu miejskiego miasto wprowadziło bilet imienny o nazwie Nasz Wrocław Kolej. Można z nim jeździć komunikacją miejską za 1 zł miesięcznie (50 groszy za bilet ulgowy) przy wykupionym bilecie miesięcznym trasowanym[1].
- Od nowego rozkładu jazdy uruchomiono połączenie ze stacji Wrocław Główny do Jelcza Laskowic przez Wrocław Wojnów. Na trasie oddano nowe przystanki: Wrocław Szczepin, Wrocław Popiele, Wrocław Strachocin i Wrocław Wojnów Wschodni. Początkowo linię obsługuje 7 par pociągów na dobę. Połączenia są częściowo finansowane przez gminy[62].
- Zmiana nieformalnie istniejących nazw na Dolnośląskie Koleje Aglomeracyjne[1]

### 2022
- 12 czerwca po 22 latach otworzono linię kolejową z Wrocławia Głównego do Świdnicy Miasto przez Sobótkę, ostatni nieczynny element kolei aglomeracyjnych w okolicach Wrocławia[63].

### 2023
- 13 marca pierwszy pociąg po 30 latach wjechał na dworzec Świebodzki. Był to przejazd symboliczny, aby uczcić rewitalizację tej stacji[64].
- 16 października PKP PLK ogłosiły przetarg na zaprojektowanie towarowej obwodnicy Wrocławia również dla potrzeb kolei aglomeracyjnej, która miałaby wykorzystywać czwarty, dobudowany tor. Zapowiedziano przystanki na ul. Grabiszyńskiej, przy Alei Hallera, przy pętli tramwajowej na Krzykach, na Gaju przy Uniwersyteckim Szpitalu Klinicznym i na Jagodnie[65][66].
- 10 grudnia oddano do użytku przystanek kolejowy Mirków, wybudowany w ramach rządowego programu budowy lub modernizacji przystanków kolejowych na lata 2021–2025[67].
- Wraz z wejściem grudniowego rozkładu Urząd Marszałkowski Województwa Dolnośląskiego wprowadził nową numerację linii kolejowych na Dolnym Śląsku. Zunifikowano numery linii, które obsługiwane są przez wszystkich przewoźników; również wszystkie numery kolei aglomeracji wrocławskiej[68].

### 2024
- 27 czerwca marszałek województwa dolnośląskiego ogłosił, że z dniem 1 sierpnia powróci wspólny bilet miejski. Posiadacze Urbancard i biletów całodniowych będą mogli bezpłatnie korzystać z kolei na obszarze Wrocławia a także ze stacji Iwiny. Miasto Wrocław dopłaci w rolu 2024 15 milionów zł, a w roku 2025 33-36 mln złotych[69].

## Uwarunkowania wrocławskiej kolei aglomeracyjnej

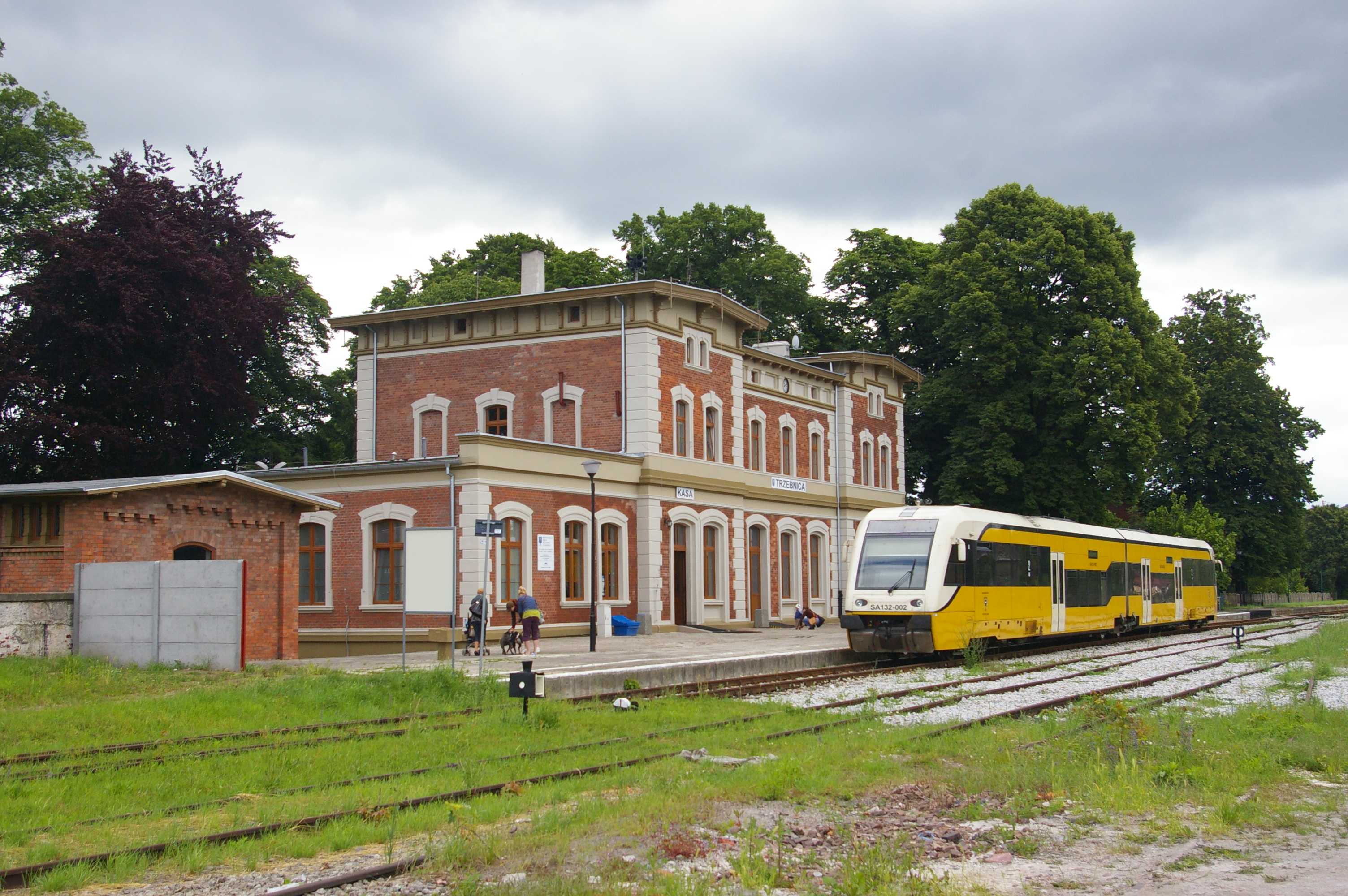
Jedną z pierwszych przymiarek do kolei aglomeracyjnej było przywrócenie ruchu na linii Wrocław Psie Pole – Trzebnica

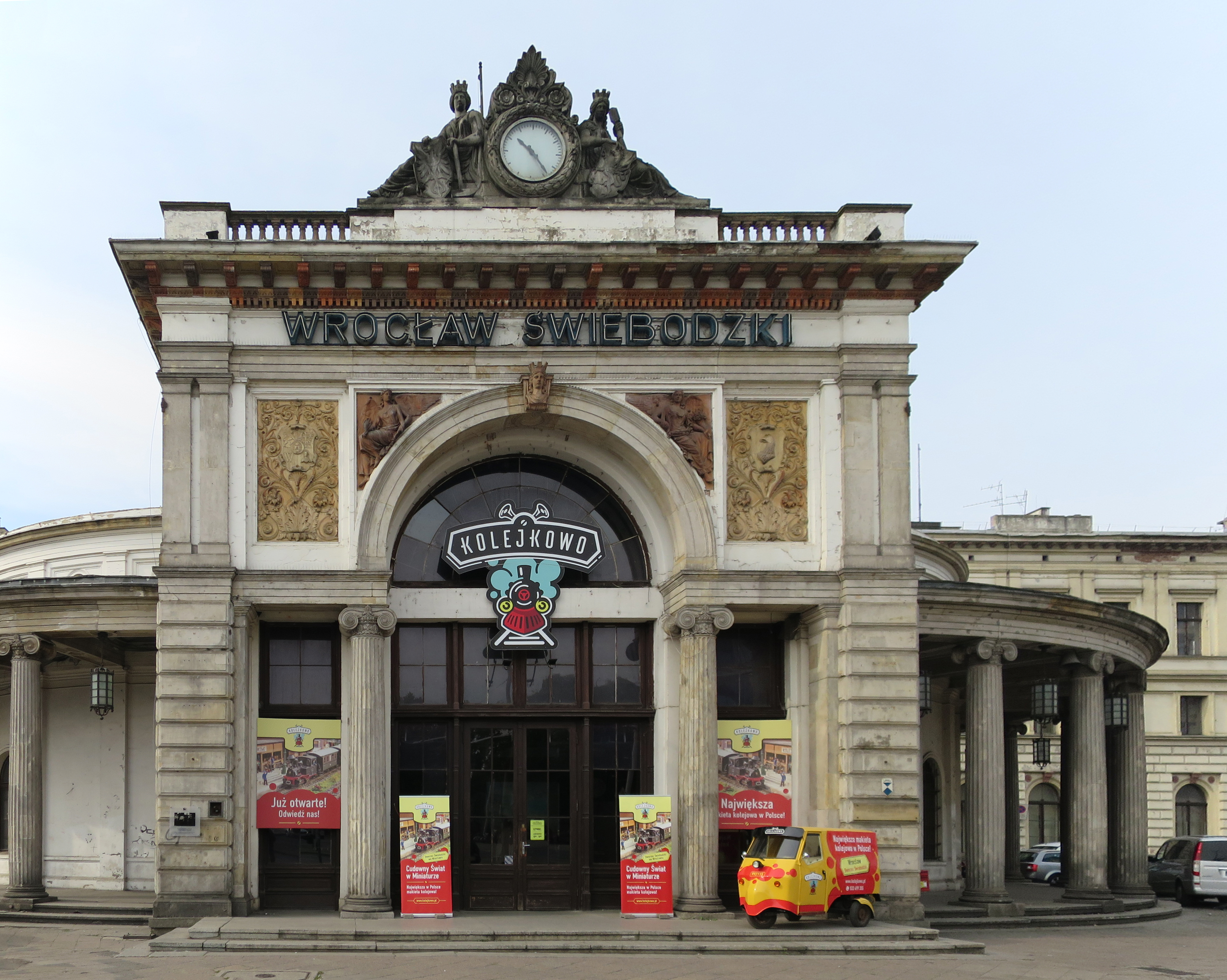
Dworzec Świebodzki jest planowany jako ważna stacja kolei aglomeracyjnej

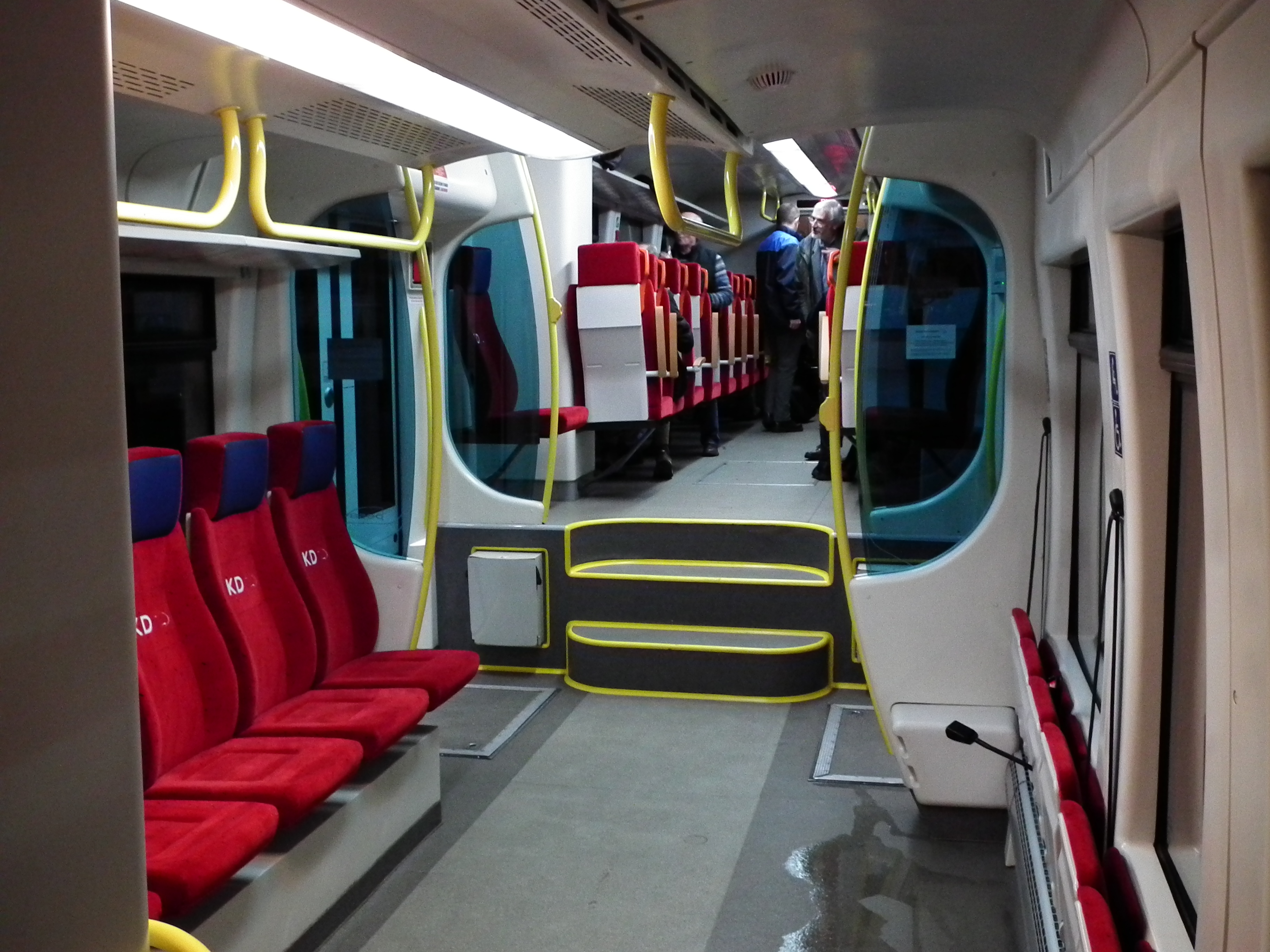
Wnętrze pociągu Kolei Dolnośląskich

Wrocławska kolej aglomeracyjna, jak każda inna, zależna jest od różnych uwarunkowań, zarówno centralnych, jak i lokalnych. Do tych pierwszych należy finansowanie rozwoju infrastruktury kolejowej na liniach ponadregionalnych i zarządzanie nią, do lokalnych zaś uzależnienie od środków z Unii Europejskiej, wydolność finansowa samorządów, współpraca między podmiotami gospodarczymi, warunki techniczne, przestrzenne i społeczne.

### Przestrzenne
Zarówno we Wrocławiu, jak i na Dolnym Śląsku miejscowości rozwijały się często w oderwaniu od szlaków kolejowych. Brak powiązań jest przyczyną trudności, a w niektórych przypadkach nawet niemożliwości korzystania ze szlaków kolejowych, zwłaszcza w ruchu lokalnym. Tylko we Wrocławiu należałoby wybudować kilkanaście przystanków kolei. Wrocław nie posiada linii średnicowej, kolej jest odwrócona od centrum i większych osiedli, dworzec Wrocław Główny zlokalizowany jest na południu, Wrocław Nadodrze na północy, na zachodzie miasta Wrocław Mikołajów i Wrocław Kuźniki, a wschód miasta ma jedynie dostęp do kolei Wrocław Sołtysowice – Wrocław Wojnów, która 17 lat nie była używana do przewozów pasażerskich. Choć obecnie (2017) we Wrocławiu są 23 stacje i przystanki, obejmują one głównie dzielnice peryferyjne i przedmieścia. Wrocław jest miastem, które nie ma spójnego modelu komunikacyjnego, a podmiejskie linie kolejowe i autobusowe nie uzupełniają się.

### Techniczne
Zaletą wrocławskiego węzła kolejowego jest jego obszerność i nasycenie liniami kolejowymi, zarówno ogólnopolskimi, jak też i lokalnymi. Tylko w granicach Wrocławia długość szlaków, po których poruszają się pociągi regionalne wynosi ok. 75 km, a z miasta wychodzą linie w 11 kierunkach, co jest jednym z najlepszych wskaźników w Polsce.
Wrocławski węzeł kolejowy i w ogóle stan kolei na Dolnym Śląsku przez kilkadziesiąt lat degradował się; po 1989 r. w obrębie aglomeracji wrocławskiej zamknięto odcinki do Świdnicy przez Sobótkę, linię Wrocław Psie Pole – Trzebnica oraz północną linię do Jelcza-Laskowic. Dopiero lata 2012 i następne przyniosły remonty zarówno torów, jak i infrastruktury, w tym dworców kolejowych. Mimo to nie odnotowano znaczącej poprawy prędkości pociągów, jak też przepustowości węzła wrocławskiego. Czynnikiem dodatkowo hamującym rozwój kolei jest niska przepustowość trzytorowej estakady łączącej dworzec główny z posterunkiem odgałęźnym Grabiszyn. Stan techniczny infrastruktury w aglomeracji jest również niewystarczający. Dodatkowo ciągle odczuwane są braki taborowe, choć sytuacja pod tym względem jest (2017) o wiele lepsza niż jeszcze w pierwszej dekadzie XXI w. W roku 2017 po torach województwa jeździło najwięcej pociągów w historii, a liczba pociągów odprawianych z dworca Wrocław Główny w dzień powszedni wynosiła ok. 300 i również była najwyższa w historii.

### Społeczne
Wrocław jest miastem o dużym natężeniu ruchu samochodowego, na tysiąc mieszkańców przypada ok. 560 samochodów. Jednocześnie w samym mieście maleje liczba ludzi, którzy są skazani na komunikację miejską i podmiejską, co ma również związek ze starzeniem się społeczeństwa oraz zmniejszaniem się odsetka ludzi starszych nieposiadających prawa jazdy i samochodu. Z drugiej strony infrastruktura drogowa Wrocławia a zwłaszcza jego centrum jest niewydolna i miasto trapią zatory drogowe, powodujące niewydolność komunikacji indywidualnej i zbiorowej, zwłaszcza w godzinach szczytowych. Powoduje to zainteresowanie koleją jako środkiem transportu działającym niezależnie od sytuacji na drogach miasta. Innym ważnym aspektem jest suburbanizacja, czyli wyprowadzanie się mieszkańców miasta na przedmieścia i do miejscowości położonych w szeroko rozumianej aglomeracji miasta, np. Pęgów, Mokronos Górny czy Ramiszów. Mieszkańcy wielu z podmiejskich miejscowości mają utrudniony wjazd do miasta w godzinach szczytu, zwłaszcza na wschodzie i południu miasta. Jest to kolejny czynnik powodujący konieczność rozwoju kolei jako środka transportu osobowego. W konsekwencji liczba pasażerów w pociągach województwa dolnośląskiego w ciągu czterech lat wzrosła o 57 proc.

### Polityczne
Operatorami kolei aglomeracji wrocławskiej są dwa podmioty: Koleje Dolnośląskie będące spółką marszałka województwa dolnośląskiego oraz Polregio (do 2016. Przewozy Regionalne), obsługujące linie do Oławy, Strzelina, Oleśnicy, Wołowa i częściowo do Żmigrodu. Między marszałkiem a PolRegio dochodzi do tarć na tle finansowania przewozów w aglomeracji. Marszałek dysponuje 47 pociągami (stan na kwiecień 2017).

### Organizacyjne
Elementem systemu organizacji transportu w Polsce jest mnogość podmiotów realizujących przewozy pasażerskie. Podmioty te nie są ze sobą powiązane, nierzadko konkurują ze sobą. Nie ma również wspólnych podmiotów zamawiających przewozy, jak to się dzieje na przykład w Niemczech. Tego typu działania znajdują się dopiero na etapie prób: pierwszą było porozumienie 28 samorządów z 26 października 2011, do którego doprowadziły władze województwa dolnośląskiego. Jej efektem ma być integracja funkcjonalna, organizacyjna i finansowa publicznego transportu zbiorowego we Wrocławiu i aglomeracji.

### Finansowe
Transport publiczny nie finansuje się sam, a jest finansowany z budżetu centralnego oraz budżetów samorządowych. Stąd wiele inwestycji, zwłaszcza infrastrukturalnych, musi poczekać, aż znajdą się odpowiednie środki na dofinansowanie. Z tego powodu tak istotna dla aglomeracji linia jak Wrocław – Oleśnica czeka na swoją kolej na centralnej liście rezerwowej. Poziom dofinansowania w gminach rzadko przekracza 50 proc. kosztów. Szansę dla rozwoju kolei aglomeracyjnej stworzyła możliwość dofinansowania z budżetu europejskiego: za te pieniądze władze samorządowe zarówno przygotowują infrastrukturę, jak również tabor. I tak zakupy taboru w latach 2016–2017 kosztowały 258 milionów złotych, z czego 80% finansuje Unia Europejska w ramach Regionalnego Programu Operacyjnego.

## Infrastruktura

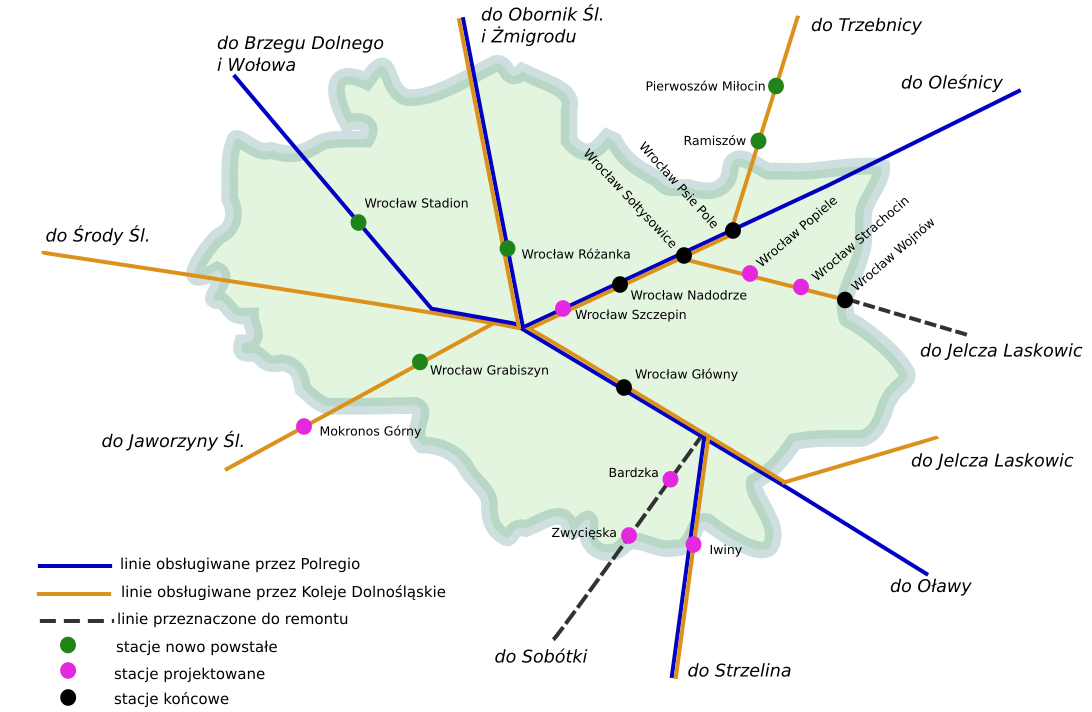
Stan wrocławskiego węzła kolejowego w r. 2017 i jego przygotowanie do obsługi kolei aglomeracyjnej

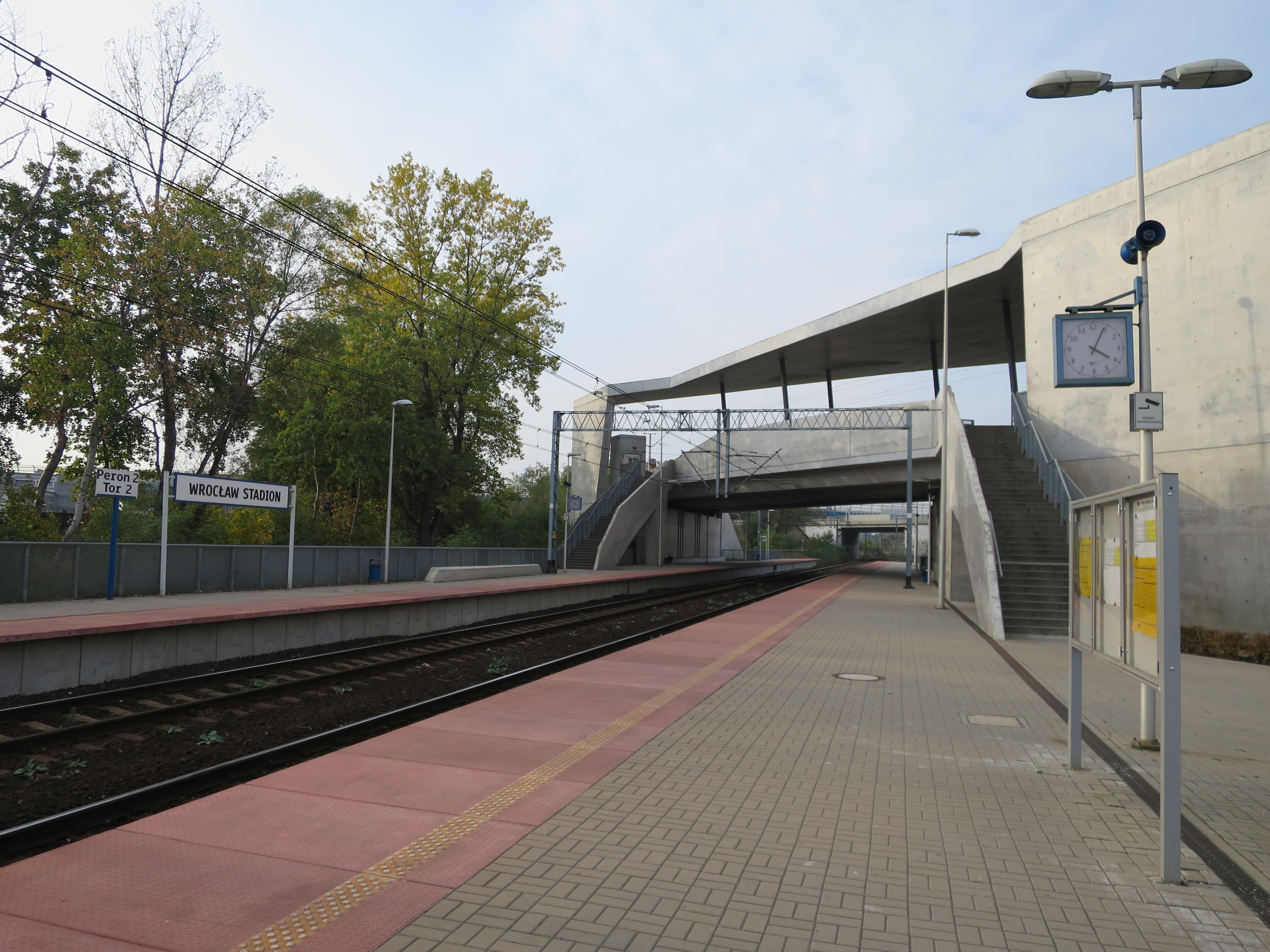
Wrocław Stadion, pierwsza nowa stacja w mieście oddana do użytku w XXI w., przed mistrzostwami Euro 2012

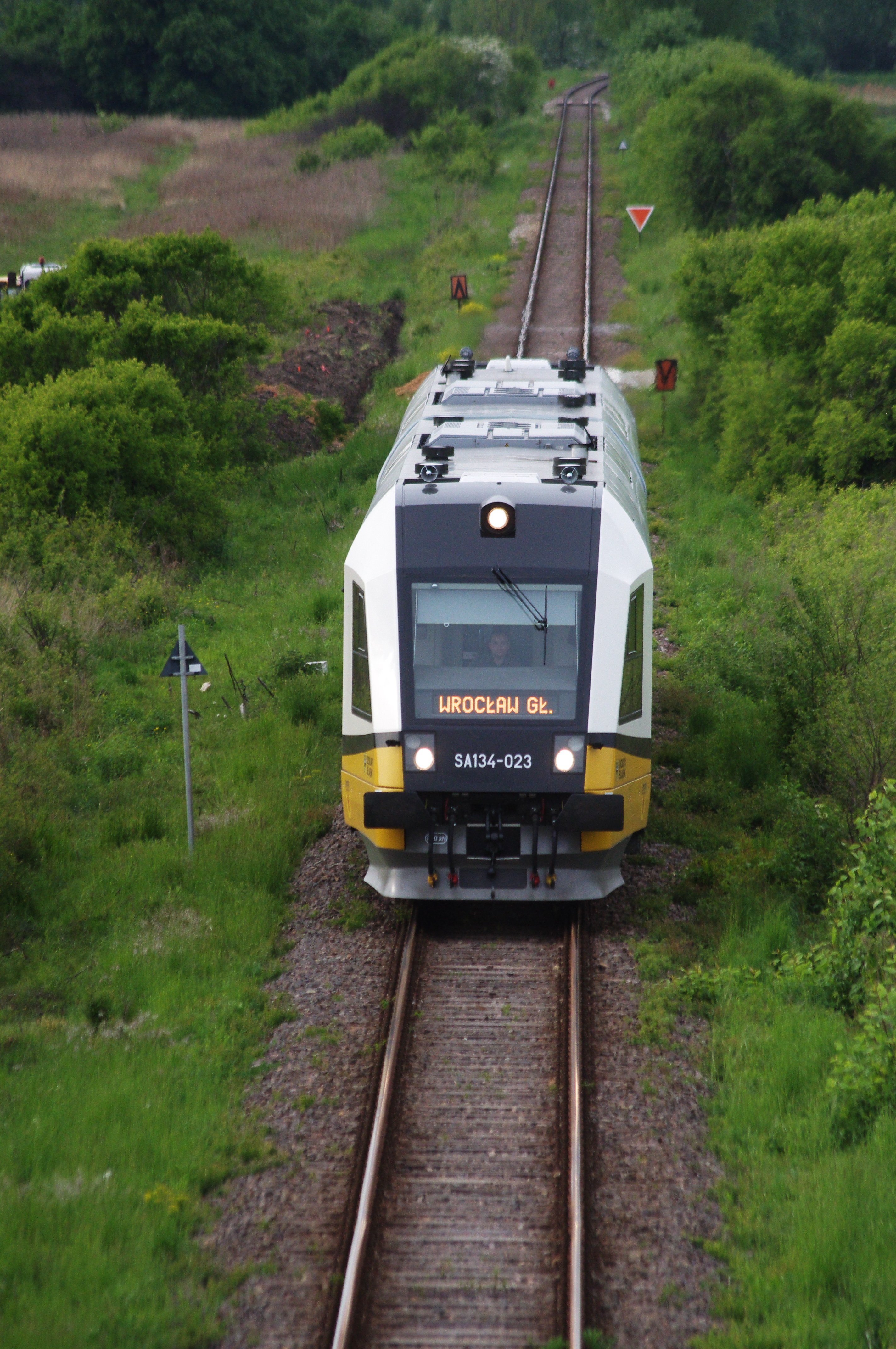
SA134-023 na trasie Trzebnica – Wrocław

### Aglomeracja wrocławska
Aglomeracja monocentryczna w województwie dolnośląskim, której centralnym ośrodkiem jest Wrocław. W jego otoczeniu znajdują się miasta satelickie: Trzebnica, Oleśnica, Jelcz-Laskowice, Siechnice, Oława, Strzelin, Sobótka, Kąty Wrocławskie, Środa Śląska, Brzeg Dolny, Wołów, Oborniki Śląskie i Żmigród. Aglomeracja nie jest zdefiniowana jednoznacznie i nie ma formalnie określonych granic. Aglomeracja posiada rozwiniętą sieć drogową, w tym dwie autostrady: A4 i Autostradową Obwodnicę Wrocławia, drogę szybkiego ruchu S8, oraz gęstą sieć linii kolejowych, w tym będące częścią ciągów krajowych. Teren aglomeracji, szacowany na około 4000 km² zamieszkuje ponad milion mieszkańców.

### Wrocław
Wrocław jest ponad półmilionowym miastem na południowym zachodzie Polski, stolicą województwa dolnośląskiego. Miasto o ponad tysiącletniej historii, zniszczone podczas II wojny światowej ma stosunkowo zwarte zabytkowe centrum i szereg peryferyjnych osiedli z wielkiej płyty zbudowanych po wojnie. Miasto oplata gęsta i wciąż rozwijana sieć tramwajowa i autobusowa. We Wrocławiu znajdują się cztery duże dworce kolejowe: Wrocław Główny, Wrocław Mikołajów, który obsługuje wielkie osiedla na zachodzie miasta, Wrocław Nadodrze oraz Wrocław Świebodzki, który jest obecnie niedostępny dla ruchu kolejowego, choć uwzględniany w planach na dalszą przyszłość, w tym w programie Kolej Plus. Miasto dysponuje miejscami pracy i nauki atrakcyjnymi zarówno dla jego mieszkańców, jak i przyjezdnych, w tym zamieszkujących aglomerację; bezrobocie wynosi 3,5 proc. i jest jednym z najniższych w kraju. Od kilkunastu lat we Wrocławiu obserwuje się zjawisko suburbanizacji, czyli przeprowadzania się mieszkańców do miejscowości położonych w pobliżu miasta, przy stałej liczbie mieszkańców aglomeracji. Przyjazd mieszkańców aglomeracji do Wrocławia do pracy i nauki powoduje korki na arteriach wylotowych; na ulicy Zwycięskiej, będącej drogą wylotową na południe kraju, prędkość w godzinach szczytu wynosi 2,2 km/h. Czas spędzony przez statystycznego wrocławianina w korkach wynosił w r. 2017 9 godzin miesięcznie. Innym problemem trapiącym mieszkańców jest smog, uciążliwy zwłaszcza zimą; w niektóre dni poziom pyłów kilkakrotnie przewyższa dopuszczalne limity.

### Infrastruktura kolejowa
Wrocławska Kolej Aglomeracyjna jest podzielona na dwie strefy:
- dużą aglomerację wrocławską stanowiącą obszar ograniczony stacjami: Strzelin, Jaworzyna Śląska, Malczyce, Wołów, Żmigród, Oleśnica, Oleśnica Rataje, Jelcz Laskowice, Oława, Trzebnica[88];
- małą aglomerację wrocławską, czyli teren objęty granicami administracyjnymi miasta, stanowiący obszar ograniczony stacjami: Wrocław Brochów, Wrocław Zachodni, Wrocław Leśnica, Wrocław Pracze, Wrocław Świniary, Wrocław Psie Pole[89].

#### Linie kolejowe w aglomeracji
Diagram przedstawia linie kolejowe, na których prowadzony jest transport osobowy.
| Nr  | Odcinek                    | Mała Aglomeracja        | Trakcja                                 | Stan                               |
| --- | -------------------------- | ----------------------- | --------------------------------------- | ---------------------------------- |
| 132 | Wrocław – Oława            | Wrocław Brochów         | dwutorowa, zelektryfikowana             | wyremontowana                      |
| 143 | Wrocław – Oleśnica         | Wrocław Psie Pole       | dwutorowa, zelektryfikowana             | do rewitalizacji, lista rezerwowa  |
| 271 | Wrocław – Żmigród          | Wrocław Świniary        | dwutorowa, zelektryfikowana             | wyremontowana 2014                 |
| 273 | Wrocław – Wołów            | Wrocław Pracze          | częściowo jednotorowa, zelektryfikowana | do remontu                         |
| 274 | Wrocław – Jaworzyna Śląska | Wrocław Zachodni        | dwutorowa, zelektryfikowana             | wyremontowana                      |
| 275 | Wrocław – Malczyce         | Wrocław Leśnica         | dwutorowa, zelektryfikowana             | wyremontowana                      |
| 276 | Wrocław – Strzelin         | Iwiny                   | dwutorowa, zelektryfikowana             | zrewitalizowana 2016               |
| 277 | Wrocław – Jelcz Laskowice  | Wrocław Brochów         | częściowo jednotorowa, zelektryfikowana | przebudowa mostów i wiaduktów 2022 |
| 285 | Wrocław – Kobierzyce       | Wrocław Partynice       | jednotorowa, niezelektryfikowana        | zrewitalizowana 2022               |
| 292 | Wrocław – Jelcz Miłoszyce  | Wrocław Wojnów Wschodni | jednotorowa, zelektryfikowana           | zrewitalizowana 2021               |
| 326 | Wrocław – Trzebnica        | Wrocław Pawłowice       | jednotorowa, niezelektryfikowana        | zrewitalizowana 2009, 2016         |

Według stanu na rok 2017:
- Długość linii kolejowych w dużej aglomeracji – 369,5 km[32]
- Długość czynnych linii kolejowych w dużej aglomeracji – 369,5 km[32]
- Liczba stacji i przystanków w dużej aglomeracji – 77[32]
- Liczba czynnych stacji i przystanków w dużej aglomeracji – 70[32]
- Liczba stacji i przystanków małej aglomeracji – 26[32]
- Liczba czynnych stacji i przystanków małej aglomeracji – 23[32]

Większość kolei aglomeracji to linie dwutorowe i zelektryfikowane. Sieci trakcyjnej pozbawione są trasy Wrocław – Kobierzyce i Wrocław Psie Pole – Trzebnica. Wymienione odcinki są również jednotorowe. Jednym torem dysponuje również linia z Sołtysowic do Jelcza oraz krótkie odcinki linii Wrocław Brochów – Jelcz-Laskowice i Wrocław – Wołów. Znakomita większość infrastruktury służy obsłudze przewozów osobowych, nieudostępniona jest jedynie obwodnica towarowa łącząca linię z Katowic z zachodem kraju, przebiegająca przez południowe dzielnice miasta, linia z Osobowic do Sołtysowic oraz fragment z dworca Świebodzkiego do posterunku odgałęźnego Grabiszyn.

#### Stacje i przystanki Wrocławskiej Kolei Aglomeracyjnej

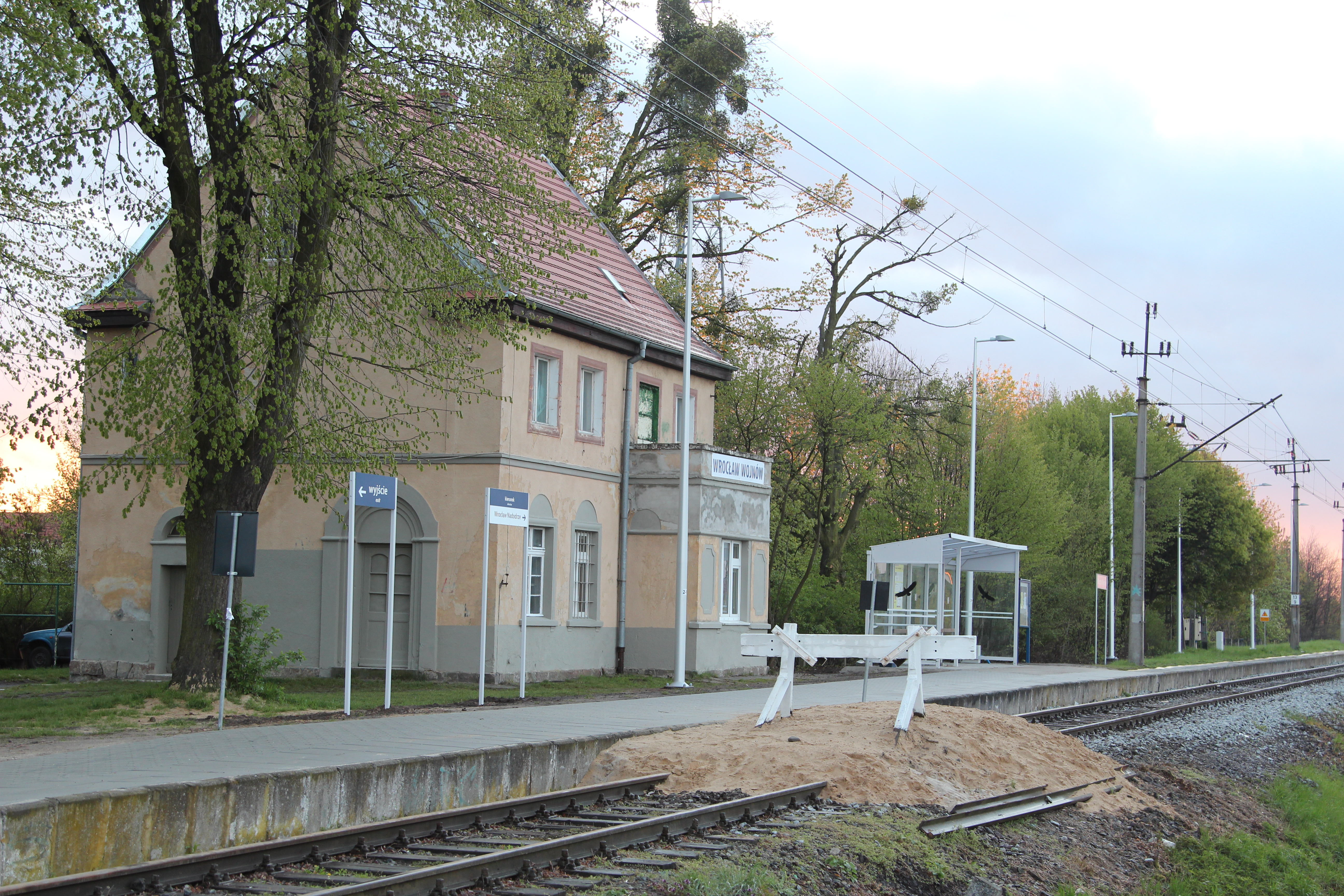
Wrocław Wojnów – ostatnia stacja pierwszej linii kolejowej w granicach miasta

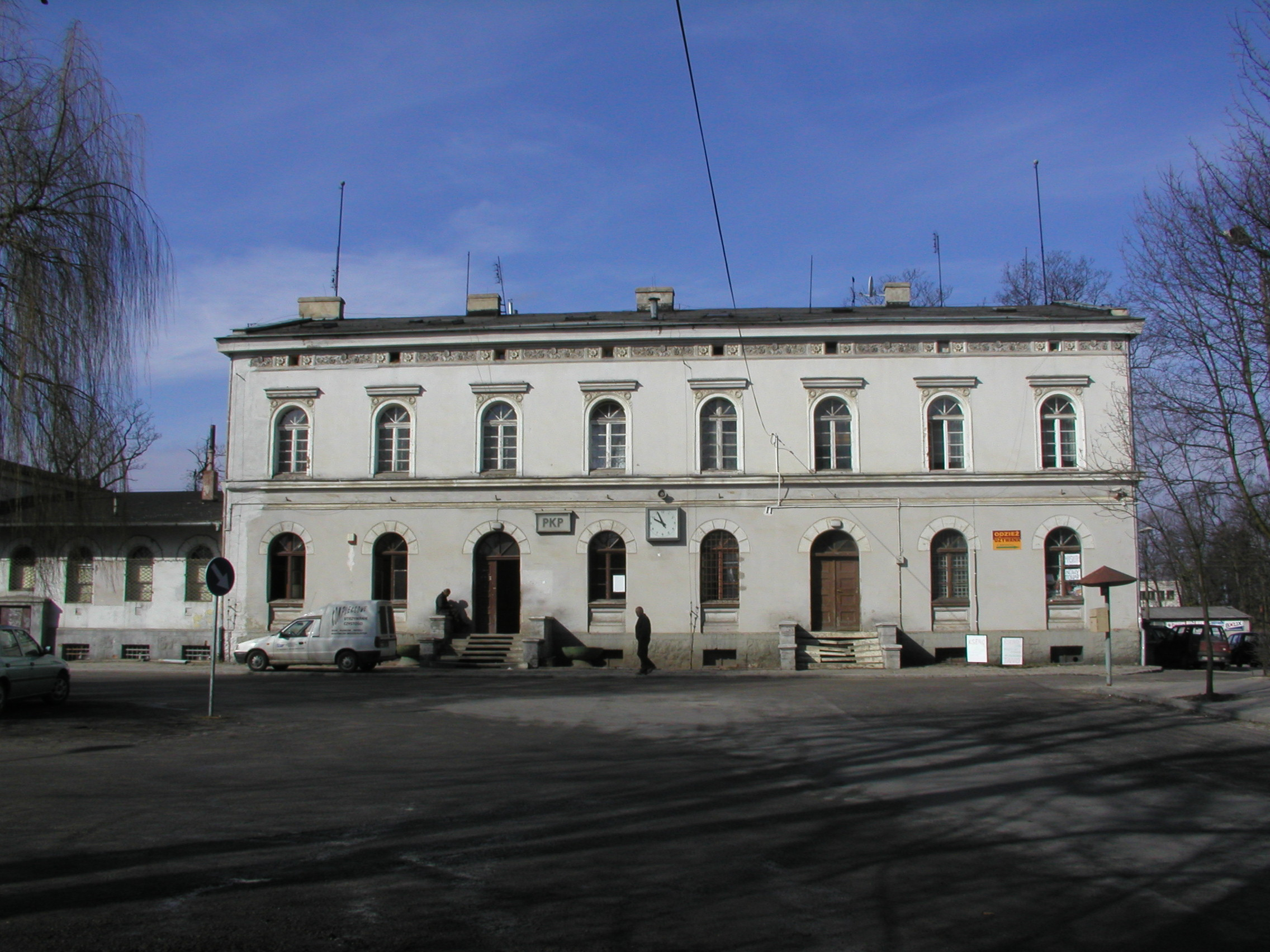
Wyremontowany dworzec w Obornikach Śląskich

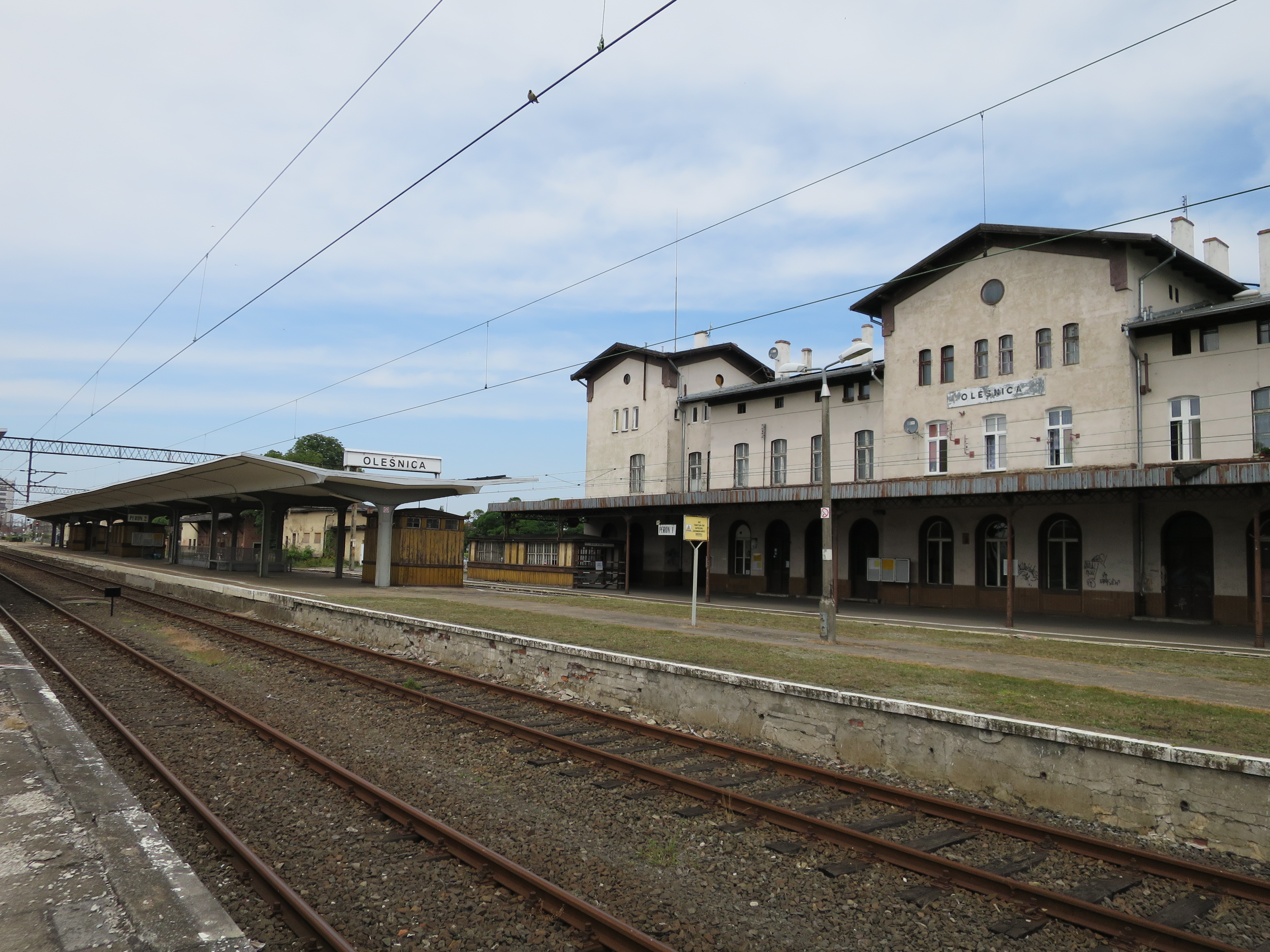
Stacja kolejowa w Oleśnicy

| Nr  | Stacje |
| --- | --- |
| D1  | Wrocław Główny, Wrocław Muchobór, Wrocław Nowy Dwór, Wrocław Żerniki, Wrocław Leśnica, Mrozów, Miękinia, Przedmoście Święte, Środa Śląska, Malczyce |
| D2  | Wrocław Główny, Wrocław Muchobór, Wrocław Kuźniki, Wrocław Stadion, Wrocław Pracze, Brzezinka Średzka, Czerna Mała, Księginice, Brzeg Dolny, Łososiowice, Wołów |
| D3  | Wrocław Główny, Wrocław Mikołajów, Wrocław Popowice, Wrocław Osobowice, Wrocław Różanka, Wrocław Świniary, Szewce, Pęgów, Oborniki Śląskie, Osola, Skokowa, Żmigród |
| D4  | Wrocław Główny, Wrocław Wojszyce, Wrocław Partynice, Bielany Wrocławskie, Domasław, Kobierzyce, Wierzbice Wrocławskie, Pustków Żurawski, Rogów Sobócki, Sobótka, Sobótka, Zachodnia, Szczepanów, Marcinowice Świdnickie, Pszenno, Świdnica Przedmieście, Świdnica Miasto                                                  |
| D5  | Wrocław Główny, Wrocław Brochów, Święta Katarzyna, Zębice Wrocławskie, Lizawice, Oława |
| D6  | Wrocław Główny, Wrocław Grabiszyn, Wrocław Zachodni, Mokronos Górny, Smolec, Sadowice Wrocławskie, Kąty Wrocławskie, Mietków, Imbramowice, Żarów, Jaworzyna Śląska |
| D7  | Wrocław Główny, Wrocław Brochów, Siechnice, Zakrzów Kotowice, Czernica Wrocławska, Jelcz-Miłoszyce, Jelcz-Laskowice |
| D70 | Wrocław Główny, Wrocław Mikołajów, Wrocław Szczepin, Wrocław Nadodrze, Wrocław Sołtysowice, Wrocław Kowale, Wrocław Popiele, Wrocław Swojczyce, Wrocław Strachocin, Wrocław Wojnów, Wrocław Wojnów Wschodni, Dobrzykowice Wrocławskie, Nadolice Małe, Nadolice Wielkie, Chrząstawa Mała, Jelcz Miłoszyce, Jelcz Laskowice |
| D8  | Wrocław Główny, Wrocław Mikołajów, Wrocław Szczepin, Wrocław Nadodrze, Wrocław Sołtysowice, Wrocław Psie Pole, Wrocław Zakrzów, Wrocław Pawłowice, Ramiszów, Pasikurowice, Siedlec Trzebnicki, Pierwoszów-Miłocin, Brochocin Trzebnicki, Trzebnica                                                                        |
| D80 | Wrocław Główny, Wrocław Mikołajów, Wrocław Szczepin, Wrocław Nadodrze, Wrocław Sołtysowice, Wrocław Psie Pole, Mirków, Długołęka, Borowa Oleśnicka, Oleśnica |
| D9  | Wrocław Główny, Iwiny, Smardzów Wrocławski, Żórawina, Węgry, Boreczek, Warkocz, Strzelin |

## Obsługa ruchu pasażerskiego

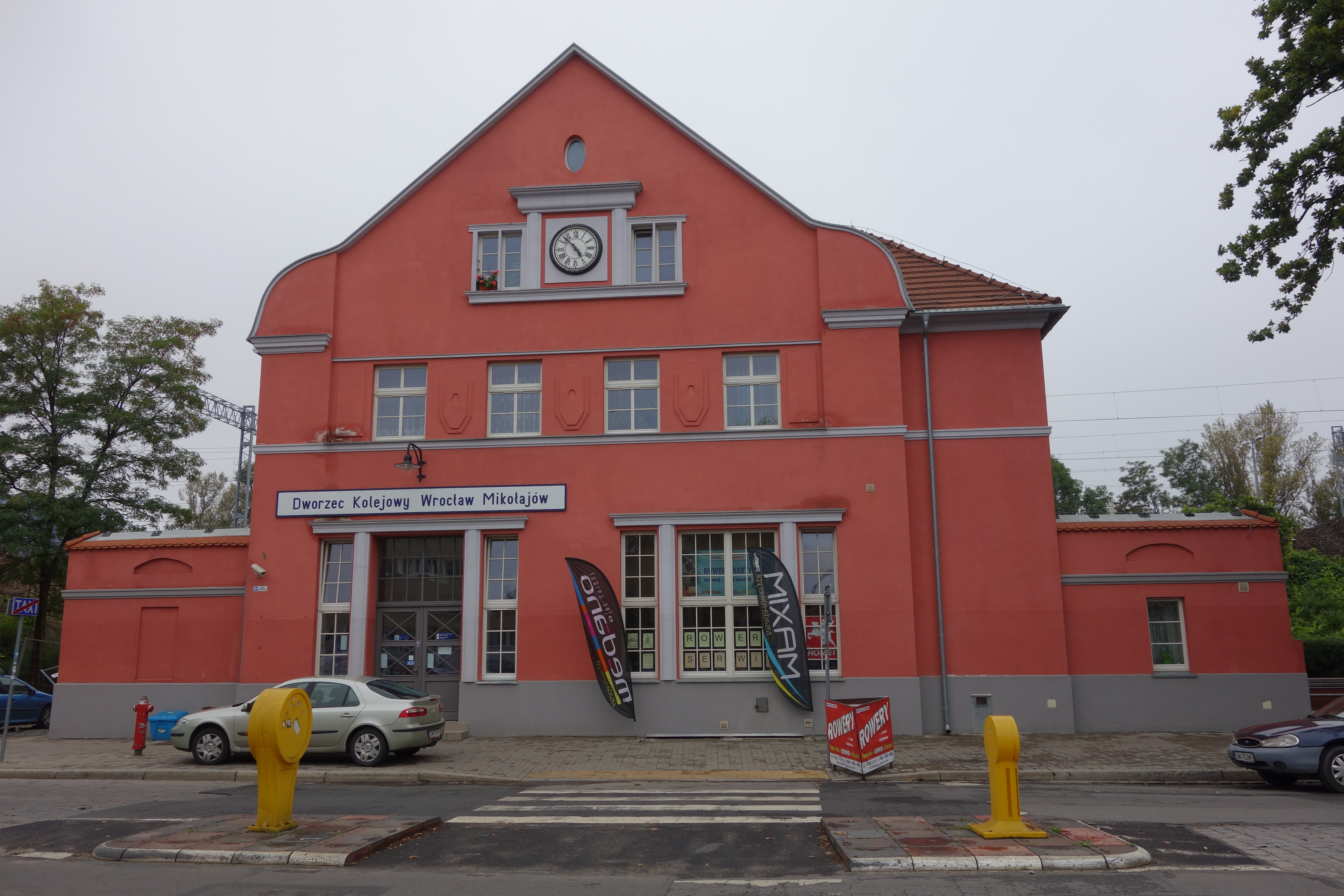
Dworzec Mikołajów obsługuje najwięcej, bo aż 4 linie aglomeracyjne

Pasażerskie przewozy kolejowe w aglomeracji wrocławskiej obsługiwane są przez Polregio (POLREGIO sp. z o.o. Dolnośląski Zakład we Wrocławiu), Koleje Dolnośląskie – spółkę marszałka województwa dolnośląskiego oraz Zarząd Dróg i Utrzymania Miasta we Wrocławiu na podstawie tzw. biletu zintegrowanego. Pociągi poruszają się w ramach aglomeracji w dziesięciu kierunkach, przy czym częstotliwość na żadnym z nich nie jest niższa niż 12 kursów na dobę, także we wszystkich kierunkach zagęszczono kursy w porannych i popołudniowych godzinach szczytu; na większości tras istnieje co najmniej jedno połączenie nocne (w okolicach godziny 23:00). Pasażerowie poruszający się koleją realizują swoje przewozy głównie w obrębie aglomeracji, jednak coraz częściej wybierają trasy wewnątrz granic administracyjnych Wrocławia; w r. 2019 było to ponad 4 miliony pasażerów i liczba ta wykazuje tendencję wzrostową; z tego powodu miasto Wrocław dopłaca coraz więcej do przewozów realizowanych w województwie, w r. 2019 miasto wydało na to kwotę 18 milionów zł. Wśród stacji w aglomeracji najbardziej popularne są dworce we Wrocławiu, zajmując trzy z pierwszych czterech miejsc. Jedną z najtrudniejszych linii w obsłudze jest trasa Wrocław – Trzebnica, z uwagi na brak zelektryfikowania i tylko jeden tor.

### Częstotliwość połączeń w aglomeracji wrocławskiej
Stan na 2022. W nawiasie podano liczbę dziennych kursów wyjeżdżających ze stacji Wrocław Główny (dla kursów do Jelcza trasą północną – Wrocław Nadodrze) w dni powszednie na tej samej trasie w roku 2001. Numeracja tabel zgodna z Dolnośląskim Rozkładem Jazdy Pociągów.
| Nr        | Nr tabeli rozkładu jazdy | Odcinek                                         | Liczba kursów w dni powszednie | Liczba kursów w porannym szczycie (5:00 – 9:00) | Liczba kursów w popołudniowym szczycie (14:00 – 18:00) |
| --------- | ------------------------ | ----------------------------------------------- | ------------------------------ | ----------------------------------------------- | ------------------------------------------------------ |
| D1        | 260                      | Wrocław – Malczyce                              | 32 (11)                        | 6 (3)                                           | 6 (3)                                                  |
| D2        | 265                      | Wrocław – Wołów                                 | 24 (10)                        | 5 (3)                                           | 6 (3)                                                  |
| D3        | 280                      | Wrocław – Żmigród                               | 21 (11)                        | 5 (3)                                           | 6 (3)                                                  |
| D4        | 223                      | Wrocław – Świdnica Miasto                       | 11 (4) (do 30 czerwca 2000)    | 3 (1)                                           | 3 (1)                                                  |
| D5        | 220                      | Wrocław – Oława                                 | 27 (9)                         | 6 (2)                                           | 6 (2)                                                  |
| D6        | 240                      | Wrocław – Kąty Wrocławskie – (Jaworzyna Śląska) | 30 (13)                        | 6 (2)                                           | 8 (4)                                                  |
| D7        | 215                      | Wrocław – Jelcz-Laskowice                       | 17 (9)                         | 5 (3)                                           | 6 (2)                                                  |
| D70 DKA 1 | 205                      | Wrocław – Jelcz Miłoszyce                       | 15 (2)                         | 3 (0)                                           | 3 (1)                                                  |
| D8        | 204                      | Wrocław – Trzebnica                             | 16 (0)                         | 4 (0)                                           | 4 (0)                                                  |
| D80       | 200                      | Wrocław – Oleśnica                              | 20 (12)                        | 7 (3)                                           | 7 (4)                                                  |
| D9        | 230                      | Wrocław – Strzelin                              | 16 (8)                         | 5 (2)                                           | 6 (3)                                                  |

### Ruch dobowy na stacjach wrocławskiej kolei aglomeracyjnej
Poniższa tabela przedstawia liczbę osób korzystających z pociągów komunikacji aglomeracyjnej na stacjach o dziennej wymianie powyżej 1000 pasażerów w r. 2018 i w 2022
| Miejsce | Nazwa stacji      | Liczba pasażerów 2018 | Liczba pasażerów 2022 |
| ------- | ----------------- | --------------------- | --------------------- |
| 1       | Wrocław Główny    | 58000                 | 72300                 |
| 2       | Wrocław Mikołajów | 3000                  | 4200                  |
| 3       | Oborniki Śląskie  | 2700                  | 2400                  |
| 4       | Żmigród           | 2100                  | 2100                  |
| 5       | Strzelin          | 2000                  | 2300                  |
|         | Oława             | 2000                  | 2900                  |
| 7       | Wrocław Leśnica   | 1900                  | 1200                  |
|         | Brzeg Dolny       | 1900                  | 2000                  |
| 9       | Jelcz-Laskowice   | 1700                  | 1600                  |
|         | Oleśnica          | 1700                  | 3100                  |
| 11      | Wołów             | 1600                  | 1800                  |
| 12      | Wrocław Świniary  | 1300                  | 100-149               |
| 13      | Trzebnica         | 1200                  | 1300                  |
|         | Wrocław Brochów   | 1200                  | 500-699               |
| 15      | Kąty Wrocławskie  | 1100                  | 1900                  |

Pozostałe większe ośrodki aglomeracji (2017): Środa Śląska 700 – 999, Malczyce 700 – 999, Siechnice 500 – 699, Twardogóra 200 – 299.

## Linie Dolnośląskich Kolei Aglomeracyjnych

### DKA 1

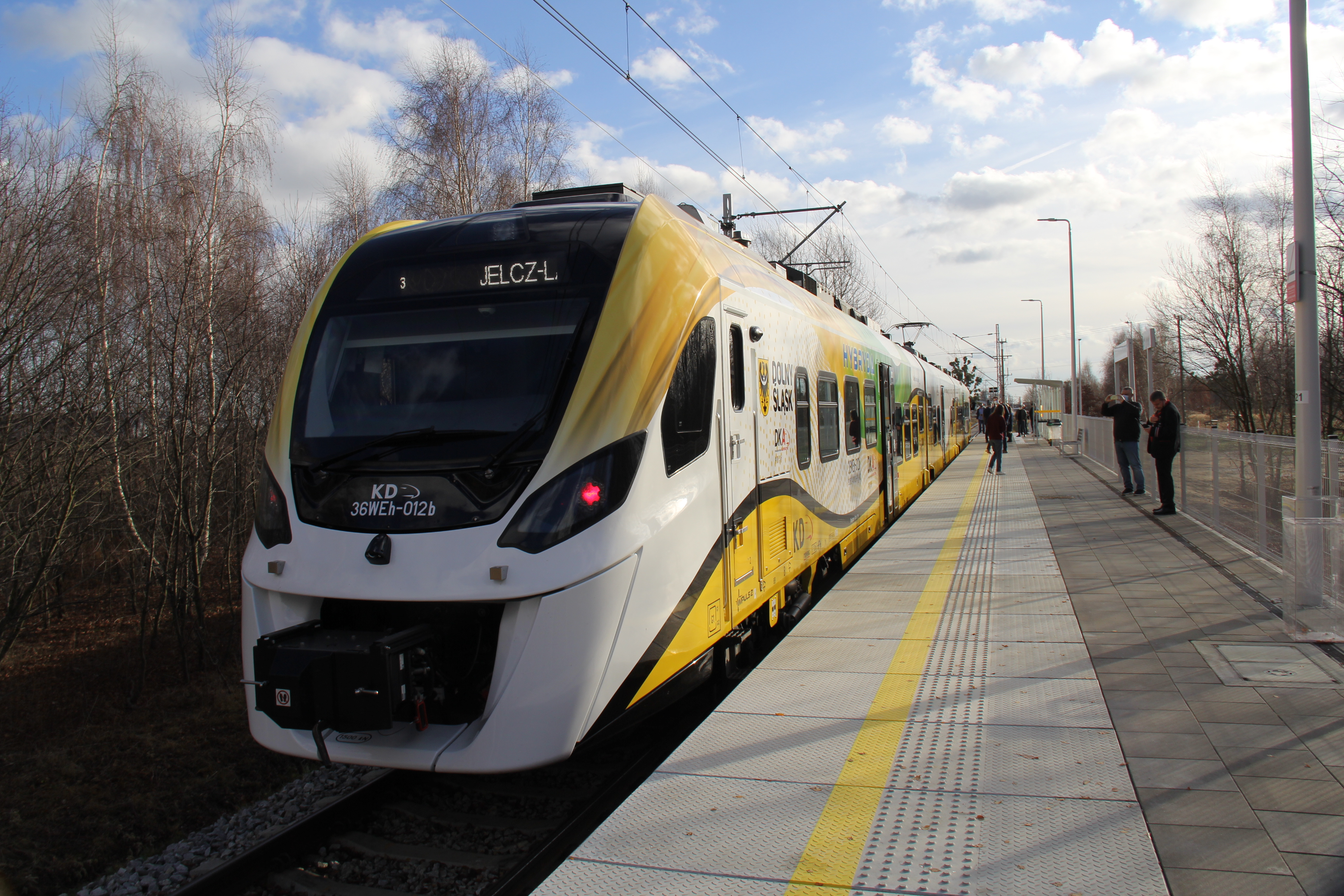
Pociąg Impuls na stacji Wrocław Wojnów Wschodni

Oddana do użytku jako pierwsza w ramach projektowanych Dolnośląskich Kolei Aglomeracyjnych 12 grudnia 2021 i oznaczona jako DKA1 (wg numeracji Kolei Dolnośląskich D70). Początkowo zakładano otworzenie linii dopiero we wrześniu 2022 ze względu na braki taboru kolejowego, jednak po proteście mieszkańców osiedli Wojnów, Swojczyce i Strachocin na wrocławskim dworcu głównym postanowiono przyśpieszyć otwarcie w ograniczonym zakresie w grudniu 2021. W momencie otwarcia trasy w ciągu doby obsługiwało ją 7 par pociągów Kolei Dolnośląskich. Znaczne zwiększenie oferty przewozowej, do 15 par pociągów na dobę, nastąpiło 3 października 2022. Linią obsługują w przeważającej większości Koleje Dolnośląskie. Od 18 2022 sierpnia linię obsługują nowoczesne składy Elf 2.